# Objets magiques de Harry Potter
Pour un article plus général, voir Univers de Harry Potter.
Dans l'univers de Harry Potter, fondé sur la série romanesque Harry Potter et la pièce de théâtre Harry Potter et l'Enfant maudit, de nombreux objets apparaissent et sont répertoriés ci-dessous.

## Artefacts magiques légendaires

### Choixpeau magique

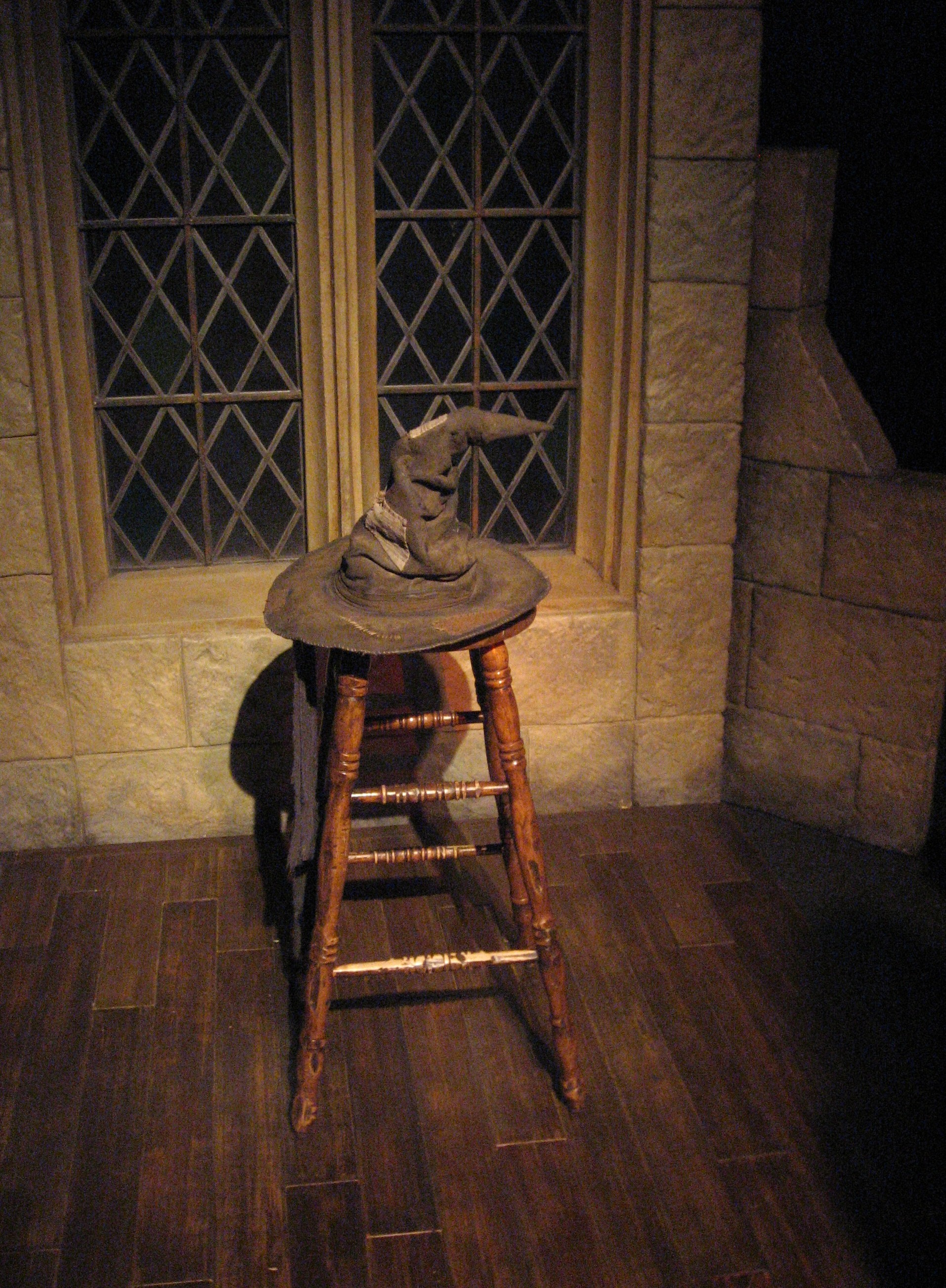
Le choixpeau magique, Harry Potter l'exposition, Cité du Cinéma, Saint-Denis, 2015.

Pour chaque élève de première année arrivant à l'école de sorciers Poudlard, le « Choixpeau » (Sorting Hat en anglais), comme son nom l'indique, choisit la maison à laquelle l'élève appartiendra durant toute sa scolarité. À l'origine, ce n'était qu'un simple chapeau porté par Godric Gryffondor, puis les fondateurs se demandèrent qui placerait les élèves dans les maisons lorsque ces quatre sorciers seraient morts, c'est alors qu'ils eurent l'idée de donner un cerveau au chapeau qui devint le Choixpeau. Ainsi, ce chapeau dispose des points de vue de chaque fondateur de Poudlard et, avec en plus la capacité de lire les pensées des élèves, les répartit au mieux dans les différentes maisons.

« Tout à coup, le chapeau remua. Une déchirure, tout près du bord, s'ouvrit en grand, comme une bouche, et le chapeau se mit à chanter »

— Harry Potter à l'école des sorciers
Lors de la cérémonie de répartition des élèves de première année, le Choixpeau chante une chanson, différente tous les ans, qui explique son rôle et décrit les différentes maisons. Ensuite, les élèves se succèdent par ordre alphabétique sur un tabouret, se voient confier le Choixpeau par le professeur McGonagall et doivent le coiffer. Il annonce à haute voix son choix. Le reste de l'année, il se trouve dans le bureau de Dumbledore. Pour différentes raisons, Harry n'a pas assisté à toutes les cérémonies de répartition, mais il a croisé le Choixpeau à d'autres occasions.
À la fin de sa deuxième année, Harry Potter se trouve en grand danger face au serpent géant, le basilic, dans la Chambre des secrets. Le phénix Fumseck lui apporte le Choixpeau, et Harry en extrait une épée. C'est celle du propriétaire initial du chapeau, Godric Gryffondor, le fondateur éponyme de la maison Gryffondor. Après l'aide de Fumseck, Harry Potter vainc le serpent avec l'épée.
À la fin du septième livre, Voldemort enflamme le chapeau après l'avoir descendu sur la tête de Neville Londubat qui refusait de se rendre, mais Neville montre alors qu'il est un digne représentant de Gryffondor en sortant, comme Harry face au Basilic, l'épée de Godric Gryffondor du Choixpeau et en tuant Nagini avec. Le Choixpeau semble avoir également survécu à cet épisode puisque dans l'épilogue, il est de nouveau question de lui et de la cérémonie de la répartition.
Dans le monde réel, le Choixpeau a inspiré le nom d'une espèce d'araignée découverte en 2016 : Eriovixia gryffindori.

### Coupe de feu
La coupe de feu (Goblet of Fire en anglais) est une coupe en bois, utilisée au début du Tournoi des Trois Sorciers pour désigner les champions de chaque école participante en tant que « juge impartial ». De petits papiers comportant le nom des candidats sont placés dans la Coupe, et, au moment voulu, l'objet fait ressortir le papier du représentant choisi dans un feu magique. Selon les dires du faux professeur Maugrey, la Coupe de Feu est un « objet magique très puissant » qu'il est difficile de tromper à moins d'user d'un sortilège de confusion exceptionnellement fort. Selon Barty Croupton Sr, les règles disposent que toute personne dont le nom est choisi par la Coupe doit participer au Tournoi.
Dans Harry Potter et la Coupe de feu, l'objet est placé dans le hall d'entrée de l'école et entouré d'une « limite d'âge », un sortilège effectué par Dumbledore pour empêcher les sorciers mineurs de participer au Tournoi. Lorsqu'elle n'est pas utilisée, la Coupe est gardée dans un coffret serti de pierres précieuses.

### Épée de Gryffondor

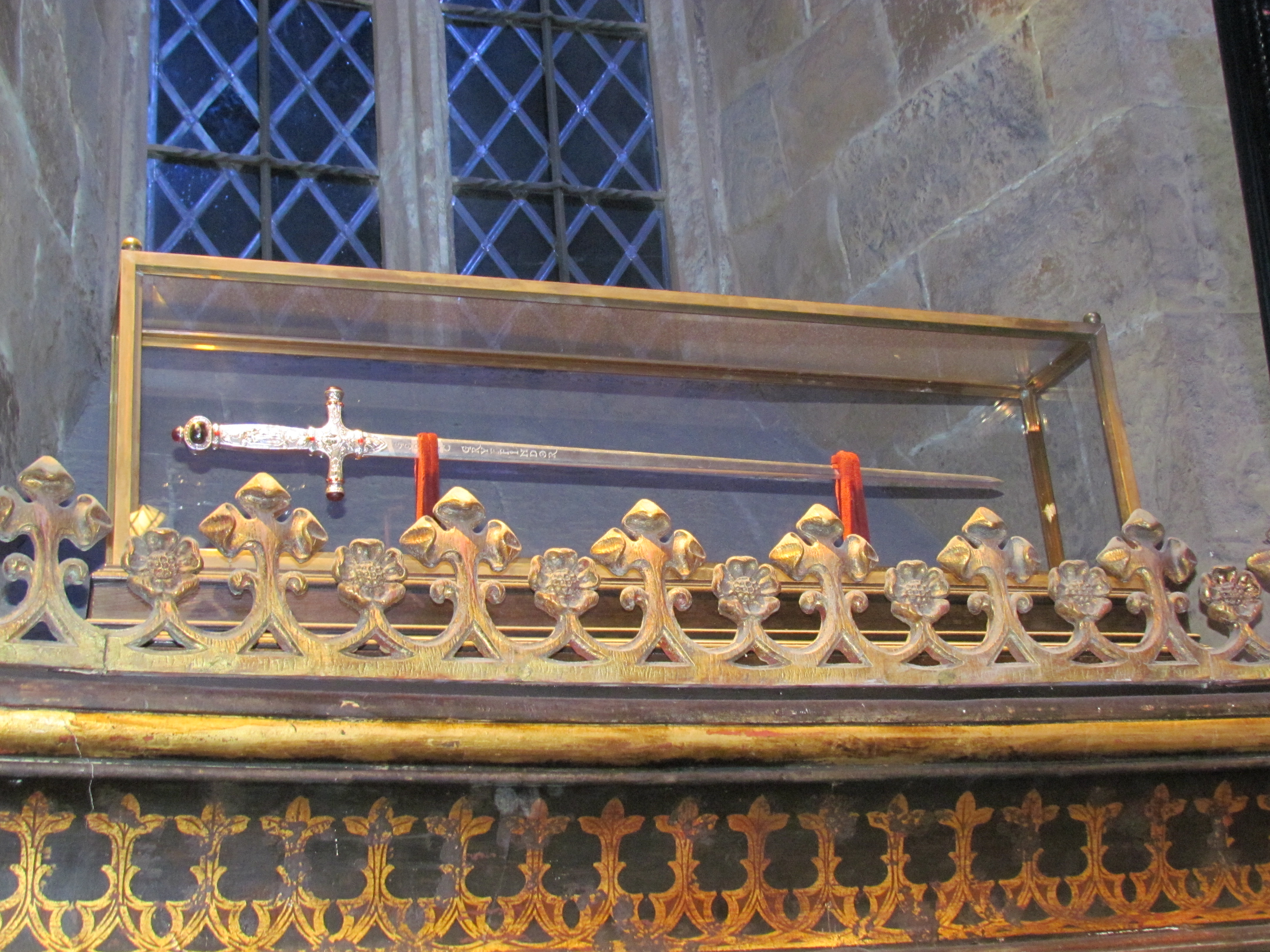

L'épée de Gryffondor (Sword of Gryffindor en anglais) est une épée en argent pur au pommeau serti de rubis arrondis, fabriquée à l'origine par les gobelins. Elle comporte sur sa lame l'inscription finement gravée au nom de son second propriétaire, Godric Gryffondor, fondateur de la maison Gryffondor à Poudlard. Selon Gripsec, l'épée aurait appartenu en tout premier lieu à un gobelin du nom de Ragnuk 1er, qui s'est vu privé de l'épée par Gryffondor. Aux dires de Dumbledore, « seul un véritable Gryffondor est apte à se servir de l'épée ».
Cette épée est décrite pour la première fois dans Harry Potter et la Chambre des secrets lorsqu'elle apparaît sortant du Choixpeau Magique dans la Chambre des Secrets : Harry Potter s'en sert alors pour combattre puis abattre le Basilic contrôlé par Voldemort provenant de son ancien journal intime. Voldemort se sert de sa faculté à parler la langue des serpents (le Fourchelang) pour ordonner au Basilic de combattre Harry dans le but de le tuer.
Elle est citée dans Harry Potter et la Coupe de feu et Harry Potter et l'Ordre du Phénix mais n'y a pas de rôle actif.
Il est indiqué dans Harry Potter et le Prince de sang-mêlé que Dumbledore a détruit la bague de Gaunt grâce à elle.
Dans Harry Potter et les Reliques de la Mort, il est révélé que l'épée a le pouvoir d'absorber ce qui peut la renforcer : ainsi, le venin de Basilic dont l'épée a été recouverte quelques années plus tôt lui donne le pouvoir de briser les Horcruxes.
À la mort d'Albus Dumbledore, Harry Potter la reçoit en héritage de sa part ; cependant le ministère de la Magie refuse ce legs, prétextant que c'est un objet historique qui doit rester à Poudlard. Ayant prévu cette réaction, Dumbledore avait fait en sorte que l'épée remise au Ministère soit une copie. L'originale est cachée derrière le tableau représentant Dumbledore, dans ce qui avait été son bureau à Poudlard.
L'épée est remise à Harry, sur ordre du portrait parlant de Dumbledore, par Severus Rogue devenu entre-temps le directeur de Poudlard. Rogue se rend dans la forêt de Dean où se trouve le trio. Sans se montrer à Harry et à ses amis, il dépose l'épée dans un bassin rempli d'eau glacée, sur indication expresse d'Albus, l'épée devant être obtenue dans un contexte de bravoure et de courage. De fait, son obtention fera appel à la bravoure et au courage de Harry puis de Ron.
Enfin, lors de la bataille de Poudlard, c'est entre les mains de Neville Londubat que l'épée apparaît, à l'intérieur du Choixpeau Magique. Neville s'en sert alors pour trancher la tête de Nagini, le serpent de Voldemort qui redevient alors mortel, son ultime Horcruxe étant détruit.
Ainsi l'épée aura détruit trois horcruxes de Voldemort : la bague, le médaillon et le serpent.

### Pierre philosophale

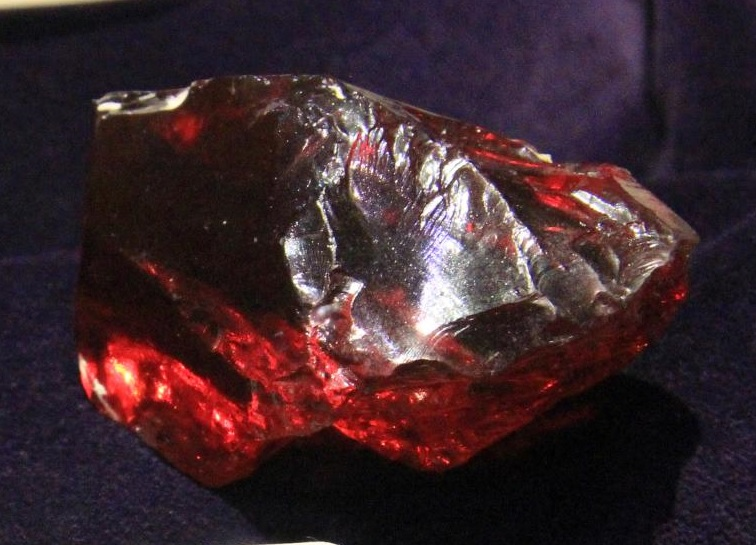
La pierre philosophale (The Making of Harry Potter).

La pierre philosophale dans Harry Potter (Philosopher's Stone en anglais) est une pierre rouge sang, d'environ cinq centimètres de long, permettant dans l'histoire de fabriquer un élixir de longue vie, qu'il faut boire régulièrement pour devenir immortel. Elle peut également, selon sa légende, changer n'importe quel métal en or. Elle a été fabriquée par Nicolas Flamel, grand alchimiste et ami de Dumbledore. Dans Harry Potter à l'école des sorciers, elle est gardée par le chien à trois têtes Touffu, ainsi que par de nombreux autres sortilèges et épreuves à passer, dans le couloir interdit du troisième étage.
Voldemort ayant presque réussi à s'en emparer, Nicolas Flamel accepte de la faire détruire.

## Détecteurs

### Scrutoscope
Un scrutoscope (Sneakoscope en anglais) est une sorte de toupie qui siffle, tourne et brille quand un danger approche. Plus le danger est proche, plus le Scrutoscope siffle fort, tourne vite et émet une lumière puissante. Ron a acheté un scrutoscope pendant son voyage en Égypte pour le treizième anniversaire de Harry. Durant toute sa troisième année, son scrutoscope n'a pas arrêté de tourner et il a été obligé de le mettre dans une vieille chaussette de Vernon Dursley pour atténuer le bruit. Bill, le frère de Ron, dit que c'est un piège à touriste, mais on découvre à la fin qu'il sifflait à cause de la présence de Peter Pettigrow (Croûtard) auprès de Harry. Dans Harry Potter et la Coupe de Feu, le faux Alastor Maugrey possède un scrutoscope qu'il a désactivé car il est trop sensible. Dans Harry Potter et les Reliques de la Mort, Hermione en offre un à Harry pour son dix-septième anniversaire. Ce dernier avertit le Trio de l'arrivée des Rafleurs après qu'ils ont prononcé le mot tabou.

### Glace à l'ennemi
La glace à l'ennemi (Foe-Glass en anglais) est un miroir permettant de savoir si ses ennemis sont proches ou non de soi. En temps normal, on ne voit que des ombres dans cette glace mais quand on est menacé, on voit soudainement « le blanc des yeux de ses ennemis », ce qui signifie qu'on peut les voir distinctement au lieu de voir de simples ombres. Le « faux » professeur Maugrey en possède une dans son bureau.
Quand Harry se rend dans la Salle sur demande pour constituer l'armée de Dumbledore, il y trouve une autre glace à l'ennemi.

### Capteur de dissimulation
Un capteur de dissimulation (Secrecy Sensor en anglais) est un objet qui ressemble à une antenne de télévision en or, très contournée, émettant un léger bourdonnement. Le Capteur de dissimulation se met à vibrer dès qu'il décèle un mensonge ou une trahison.
Dans Harry Potter et la Coupe de Feu, le « faux » Alastor Maugrey possède un Capteur de dissimulation dans son bureau à Poudlard et le montre à Harry. Mais comme la présence des nombreux élèves malhonnêtes dans l'enceinte de l'école provoque des interférences, l'objet n'émet qu'un bourdonnement constant et n'est pas efficace.
Dans Harry Potter et l'Ordre du Phénix, le vigile du ministère de la Magie passe Harry et Mr. Weasley au capteur de dissimulation avant de les laisser entrer.
Argus Rusard fait passer les élèves qui arrivent à l'école Poudlard au capteur lors de la rentrée dans Harry Potter et le Prince de Sang-Mêlé et confisque une tête réduite à Vincent Crabbe. À chaque sortie à Pré-au-Lard, il fait passer trois fois de suite chaque élève au capteur avant de les laisser partir.

### Horloge de la famille Weasley
Les Weasley possèdent une horloge particulière. Chaque aiguille est marquée du nom d'un des membres de la famille et pointe vers une indication concernant sa situation (« au travail », « en déplacement », « à la maison »…). Là où les aiguilles sont sur douze pour une horloge normale, il y a l'inscription « en danger de mort ». Quand Harry arrive au Terrier dans Harry Potter et le Prince de sang-mêlé, toutes les aiguilles sont arrêtées sur « en danger de mort ».

### Rapeltout

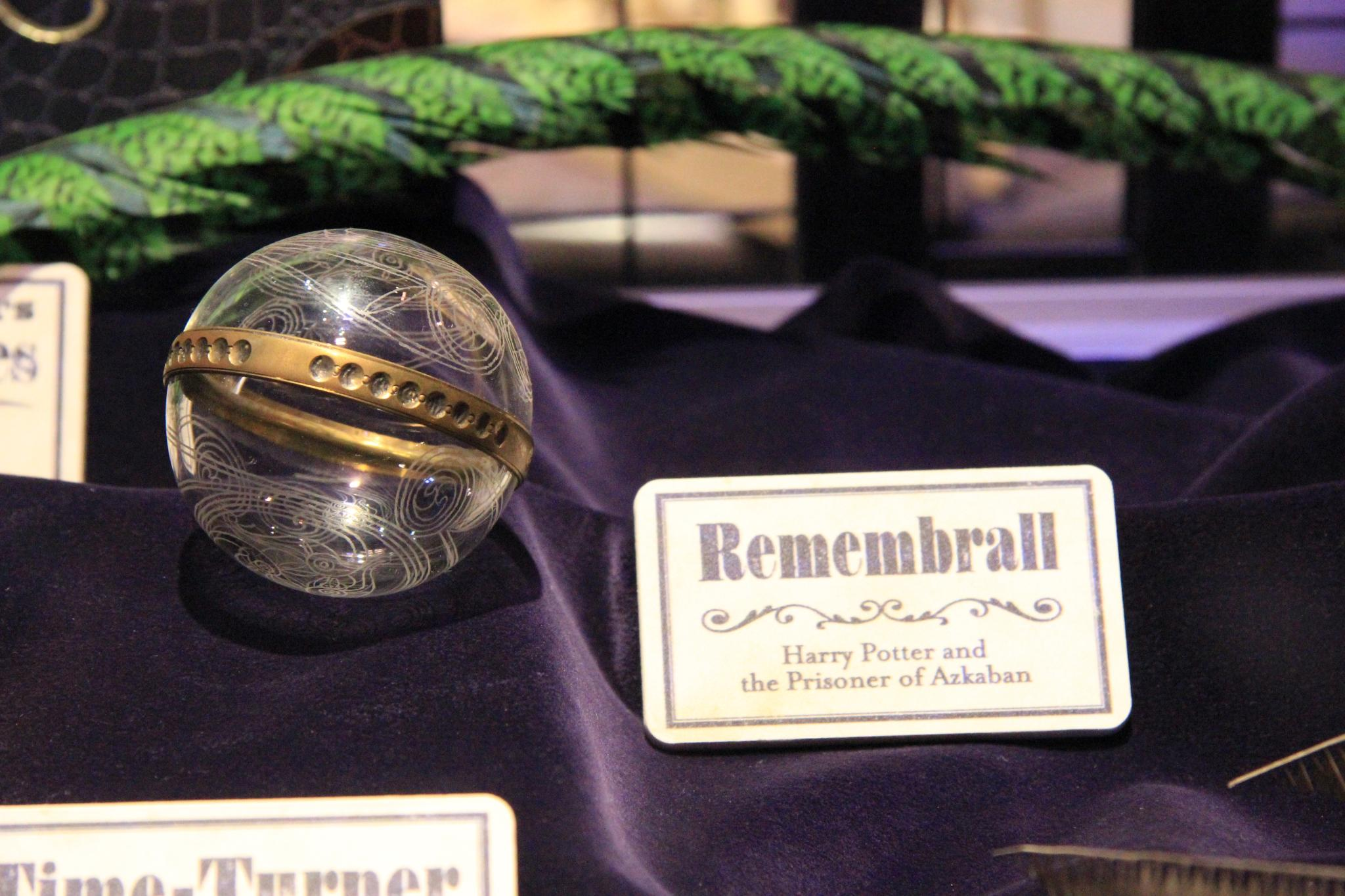
Le Rapeltout de Neville Londubat dans le premier film (The Making of Harry Potter).

Un rapeltout (Remembrall en anglais) est une boule de verre remplie de fumée blanche de la taille d'une grosse bille. Une fois dans les mains de la personne à qui il est destiné, le rapeltout devient rouge si cette personne a oublié de faire quelque chose.
Cet objet ne figure que dans le premier tome de la saga où Neville Londubat, personnage très étourdi, se voit offrir un rapeltout par sa grand-mère. Il lui est volé par Drago Malefoy et récupéré par Harry Potter lors d'une figure aérienne spectaculaire.
Dans Harry Potter et l'Ordre du Phénix, il est rappelé que les rapeltout sont interdits pendant les BUSES.

## Dissimulateurs

### Cape d'invisibilité
La cape d'invisibilité est un vêtement fluide qui rend invisible la personne qui la porte. C'est une des reliques de la Mort possédée par Harry Potter.

### Déluminateur

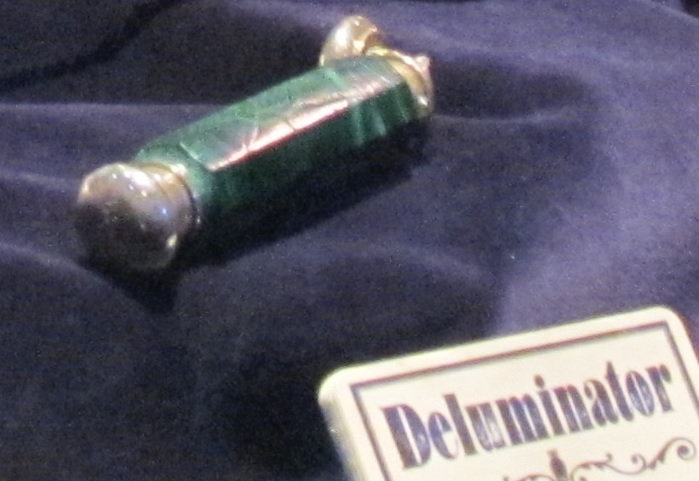

Le  déluminateur (Deluminator en anglais) ressemble un peu à un briquet. L’auteur en fait pour la première fois mention dans Harry Potter à l'école des sorciers et le terme est alors traduit par « éteignoir ». Il fut créé par Albus Dumbledore qui l'a légué à Ron Weasley par testament.
Cet instrument sert, comme son nom l'indique, à éteindre toutes les lumières avoisinantes. Ces mêmes lumières sont gardées prisonnières dans le déluminateur jusqu'à ce qu'on l'actionne de nouveau. Si la source initiale de la lumière n'est pas à proximité, la lumière sortie du déluminateur se contente de flotter dans les airs, tel un petit soleil.
Albus Dumbledore l'utilise notamment lorsqu'il vient déposer Harry Potter chez son oncle et sa tante, la nuit où ses parents sont tués. Il éteint toutes les lumières de la rue pour ne pas être vu des Moldus habitant là.
Dans Harry Potter et l'Ordre du Phénix, Alastor Maugrey utilise le déluminateur pour éteindre les lumières du square Grimmaurd avant de révéler à Harry le nom du quartier général de l'Ordre du Phénix.
En réalité, le déluminateur a une autre faculté. Le déluminateur permet à son possesseur d'entendre toutes les conversations qui le concernent si son nom est prononcé lors de la discussion. Si le sorcier actionne le déluminateur au moment où il écoute la conversation, la lumière la plus proche s'éteint soudain et, au même moment, une autre lumière, d'une vive couleur bleue, apparaît un peu plus loin. S'il s'approche de cette lumière, elle rentre dans son corps au niveau du cœur. Le sorcier peut alors transplaner et est automatiquement amené vers les personnes qui parlaient de lui. C'est ce que fait Ron pour retrouver Harry et Hermione après les avoir abandonnés dans Harry Potter et les Reliques de la Mort.

## Magie noire

### Main de la gloire
La main de la gloire (Hand of Glory en anglais) ressemble à une main desséchée qui permet d'apporter de la lumière seulement à celui qui la touche. Elle est utilisée par Drago Malefoy dans Harry Potter et le Prince de sang-mêlé, pour se repérer dans la « Poudre d'obscurité instantanée du Pérou », produit des frères jumeaux Weasley, lui permettant d'aider les Mangemorts à se repérer, la poudre aveuglant l'Armée de Dumbledore.
Voir l'article en anglais en:Hand of Glory

### Collier d'opale
Le collier d'opale (Opal necklace en anglais) est un bijou ensorcelé possédé par le magasin Barjow et Beurk. Harry le voit pour la première fois lorsqu'il atterrit chez Barjow et Beurk après son incident de cheminée dans le tome 2. Selon une étiquette qui y est accrochée, « ce collier a provoqué la mort de dix-neuf Moldus auxquels il a appartenu ».
Madame Rosmerta — sous le sortilège de l'Imperium — remet le collier à Katie Bell pour qu'elle le ramène à Poudlard et le remette à Albus Dumbledore mais celle-ci frôle de la main une des opales sur le chemin du retour. Immédiatement, elle s'élève dans les airs les bras tendus, ses cheveux tournoyants autour d'elle, les yeux fermés et le visage vide de toute expression. Au bout de quelques secondes, elle se mit à hurler avant de retomber lourdement, inanimée.

### Horcruxes
Un horcruxe est un objet hautement maléfique. Un sorcier y dissimule une partie de son âme, s'assurant ainsi l'immortalité lorsque son corps vient à être détruit. Voldemort en a créé sept, lesquelles sont au centre de l'intrigue finale de la saga Harry Potter.

## Moyens de transport

### Balais volants

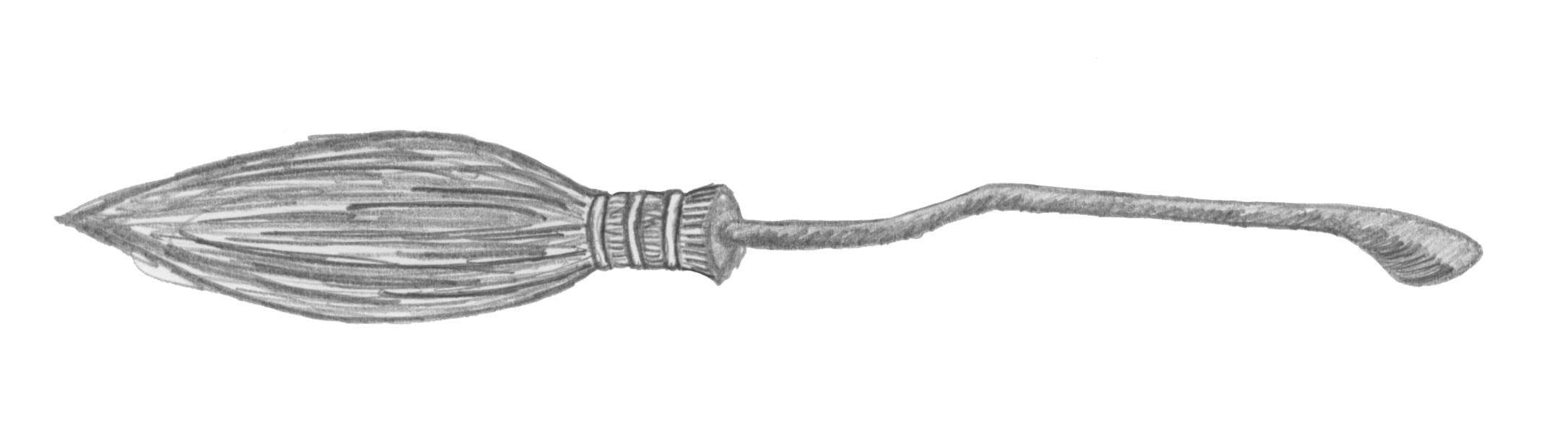
Nimbus 2000.

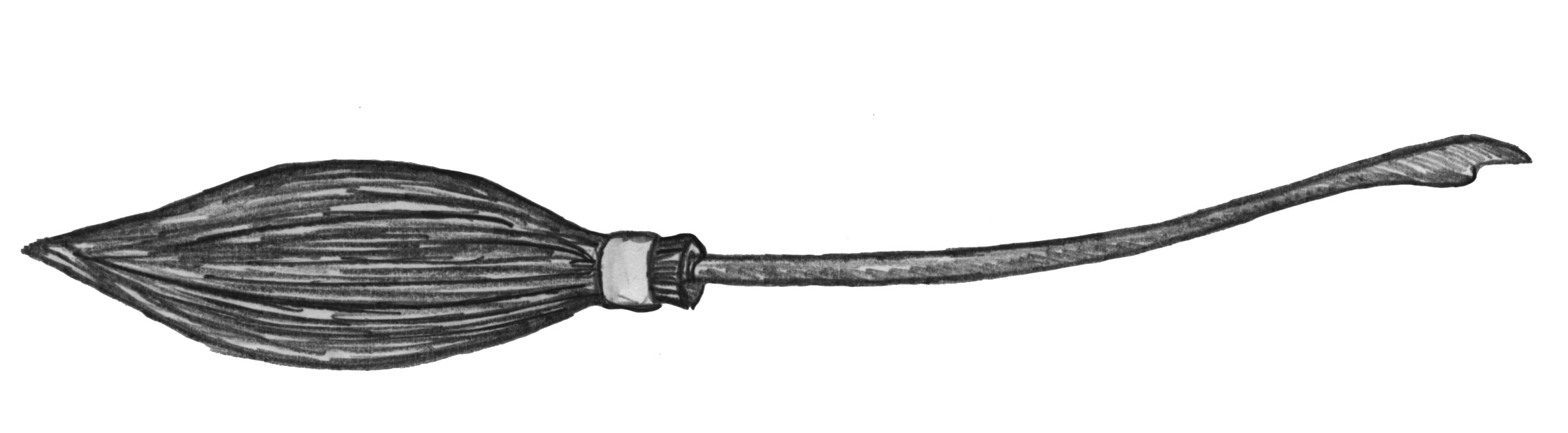
Nimbus 2001.

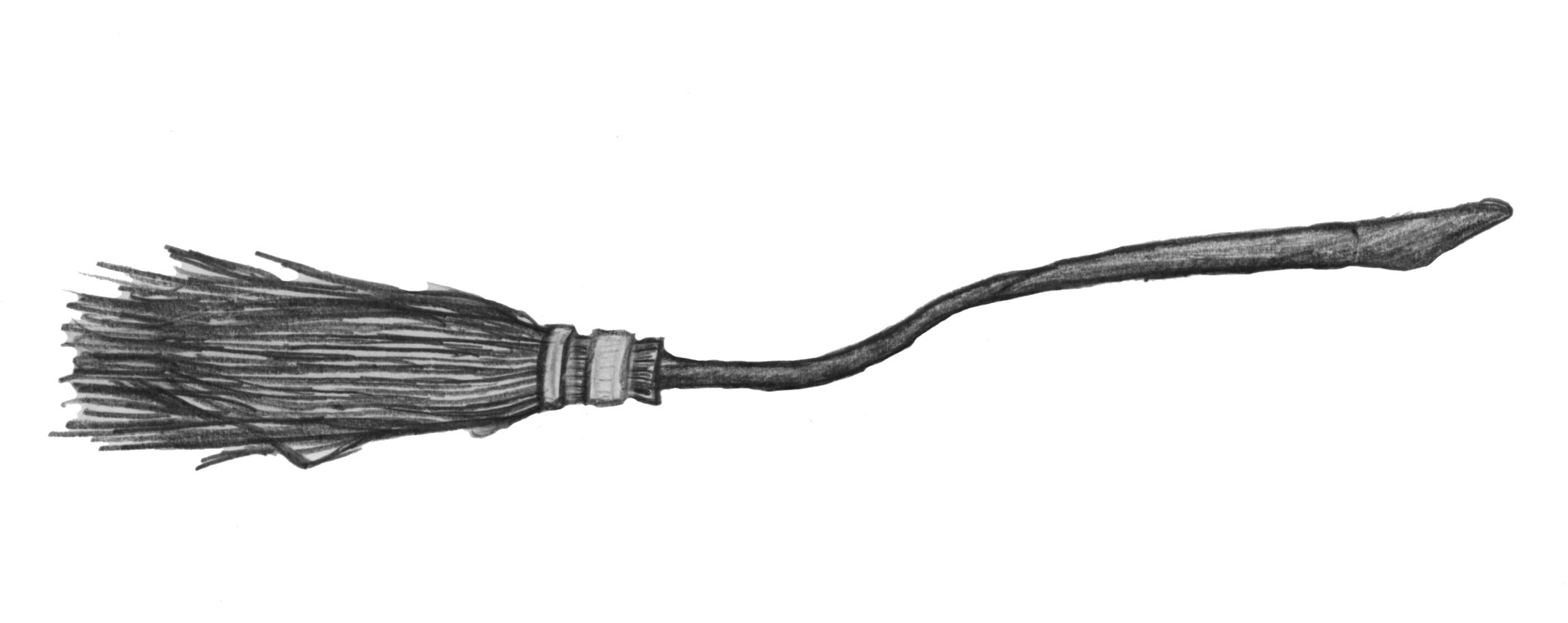
Éclair de feu.

Le balai volant (broomstick en anglais) est utilisé pour le transport du sorcier de tout âge ainsi que pour le sport appelé quidditch. Les balais sont efficaces, sûrs et relativement rapides, mais inconfortables pour les longs voyages. Les balais sont des produits de consommation très importants dans le monde magique. Il en existe de nombreuses marques et modèles possédant chacun ses spécificités, du balai de course hors de prix aux balais-jouets pour les enfants qui ne peuvent s'élever du sol que de quelques centimètres, en passant par les balais familiaux pouvant transporter plusieurs personnes à la fois et porter des bagages. L'importance culturelle des balais dans le monde de Harry Potter est similaire à celle des automobiles dans la vie réelle.
Les meilleures marques de balais, utilisées par les joueurs professionnels de quidditch, sont :
- Nimbus 2000 : un des meilleurs balais disponibles lorsque Harry Potter entre à Poudlard ; un exemplaire lui est offert par le professeur McGonagall pour lui permettre de jouer dans l'équipe de sa maison[40]. Il sera brisé par le Saule Cogneur en troisième année[41].
- Nimbus 2001 : plus rapide et élégant que son prédécesseur, sort un an après ; il équipe tous les joueurs de Serpentard, grâce à Lucius Malefoy dont le fils occupe le poste d'attrapeur[42].
- Éclair de feu : décrit comme le balai le plus rapide du monde, pouvant accélérer de 0 à 240 km/h en dix secondes ; c'est le modèle que Sirius Black offre à Harry pour Noël lors de sa troisième année[43]. L'équipe nationale d'Irlande en possède sept exemplaires[44].
- Flèche d'argent : ancien balai dont la production a été arrêtée, il se présentait comme le meilleur balai de son époque. Il pouvait aller jusqu'à 110 km/h par vent arrière[45].
- Astiqueur 7 : Olivier Dubois l'évoque en disant que Harry a besoin d'un bon balai[31].

D'autres balais moins performants sont également évoqués :
- Brossdur 5 : très vieux balai d'entrée de gamme ; utilisé par Fred et George Weasley[42].
- Brossdur 11: bon balai d'entrée de gamme ; offert à Ron Weasley avant son entrée dans l'équipe de quidditch de Gryffondor[46].
- Comète 260 : balai de qualité moyenne d'entrée de gamme ;  il s'agit également d'un modèle courant chez les jeunes joueurs de quidditch, il ne vole qu'à 90 km/h (avec un fort vent arrière). C'est le balai que possèdent Cho Chang[44] ainsi que Nymphadora Tonks[35].
- Comète 290 : le dernier de la série des Comètes, il est beaucoup plus rapide que son prédécesseur.
- Étoile Filante : balai à très bas prix qui a beaucoup de défauts (il perd vite de l'altitude et de la vitesse)[45], utilisé par l'école pour les cours de vol en première année ; Ron Weasley en possède un exemplaire au début de la saga.
- Bombe Bleue : balai familial, réputé fiable, stable et sûr. Il est doté d'une sirène antivol[47].

Le vol sur balai s'apprend en première année d'études à Poudlard avec le professeur Bibine, qui arbitre également les matchs de quidditch de l'école. Il est toutefois interdit aux élèves de première année de posséder leur propre balai. Cependant, une entorse au règlement est faite pour que Harry, dont le talent précoce est découvert par le professeur McGonagall, puisse rejoindre l’équipe de quidditch de Gryffondor et devenir son attrapeur.

### Poudlard Express

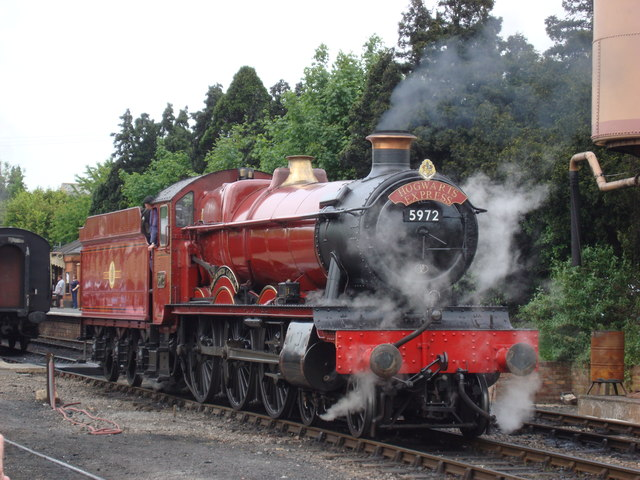
LOlton Hall no 5972, utilisée pour matérialiser la locomotive du Poudlard Express dans les films.

Le Poudlard Express (Hogwarts Express en anglais) part tous les ans (le 1er septembre) de la gare de King's Cross à Londres, pour emmener les élèves jusqu'à la gare de Pré-au-Lard, voisine de l’école de Poudlard, en Écosse. À son départ, il est arrêté au quai 9 ¾, voie à laquelle seuls les sorciers peuvent accéder. Le trajet entre les deux gares dure plus de sept heures.
Le train est mis pour la première fois en circulation vers 1830. Avant la signature du « Code International du Secret Magique » en 1689, les parents étaient chargés d’amener leurs enfants à l'école par leurs propres moyens (la plupart utilisaient des balais, transplanaient, ou s'y rendaient à dos de toutes sortes de créatures magiques, avec des conséquences parfois désastreuses). Ce fut Ottaline Gambol, ministre de la Magie officiant entre 1827 à 1835, qui eut l'idée d'un train permettant d'emmener les élèves jusqu'à Poudlard en toute sécurité. Elle fit subtiliser une locomotive à vapeur rouge aux Moldus et la soumit à plusieurs modifications magiques.
C'est dans ce train rouge que Harry Potter fait la connaissance de Ronald Weasley, Hermione Granger et Neville Londubat, ainsi que de Remus Lupin et Luna Lovegood quelques années plus tard. Lors de sa deuxième année d'études, Harry ne parvient pas à accéder à la voie 9 ¾ puisqu'elle a été ensorcelée par l'elfe de maison Dobby et se voit contraint de traverser le pays en voiture volante avec Ron Weasley.
Pour les films Harry Potter, une vieille locomotive à vapeur a été récupérée dans une casse du Pays de Galles en 1997 par l'équipe de tournage. Il s'agit de l'Olton Hall (no 5972), construite en 1937 par la Great Western Railway, qui a circulé jusqu'en 1963. La locomotive, de couleur verte à l'origine (couleur de la compagnie) a été entièrement restaurée pour les besoins du film et repeinte en noir et rouge foncé. Elle tracte quatre (puis cinq) voitures Mark 1 des British Railways datant des années 1950-1960,,. Selon le souhait du réalisateur Chris Columbus, l'intérieur du train (filmé en studio) est inspiré de celui visible dans le film A Hard Day's Night (1964), dans lequel les Beatles voyagent. Après la fin du tournage de la série, le train est devenu le Shakespeare Express, promenant les touristes entre Scarborough et York.
Pour la série télévisée Harry Potter produite à partir de 2025, il s'agit de la Hall BR 6989, récupérée dans une casse en janvier 1978 par un groupe de bénévoles du Buckinghamshire Railway Centre basé à Quainton près d'Aylesbury, et qui a été restaurée pendant plus de 40 ans.

### Magicobus

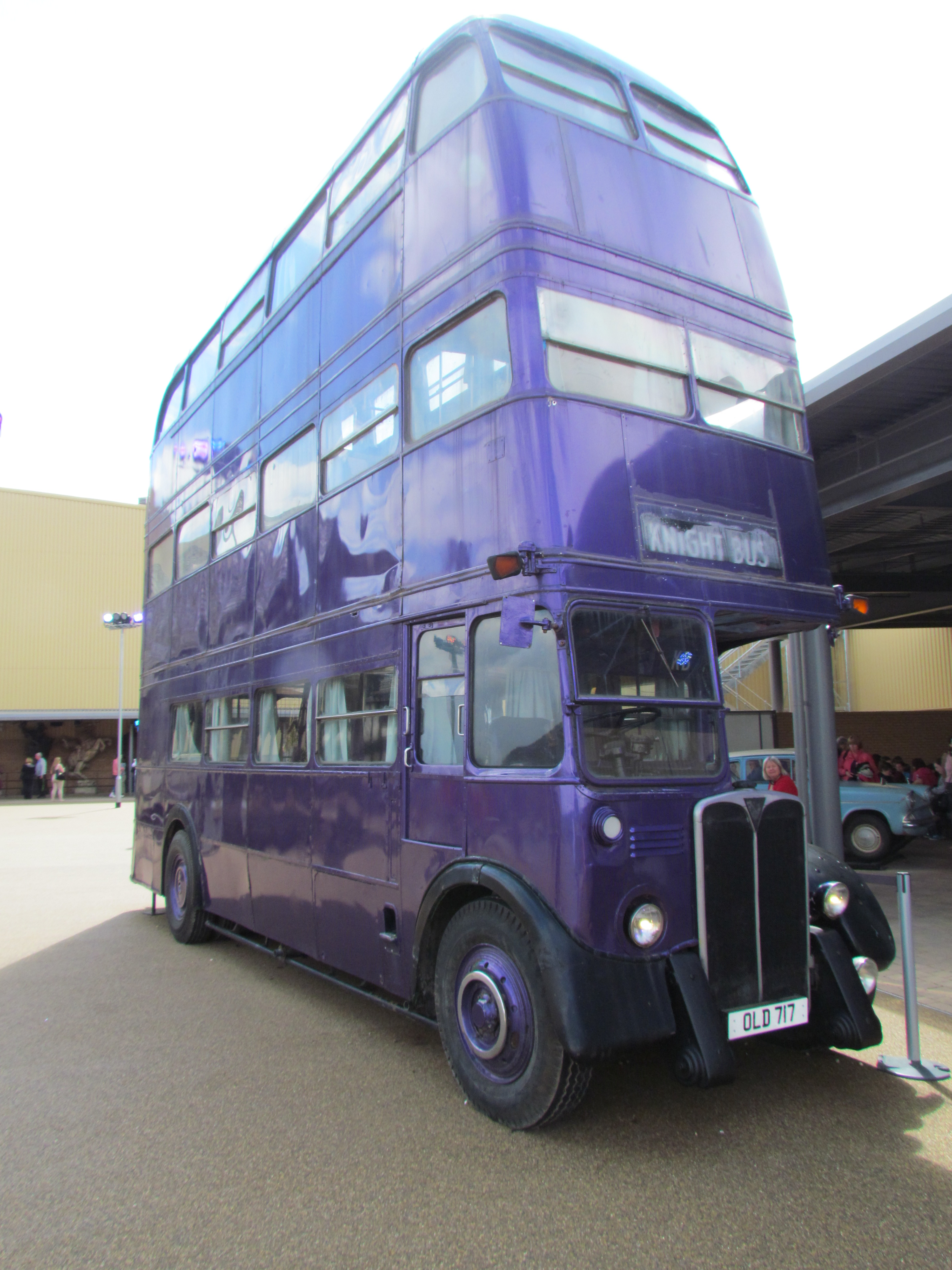
Le Magicobus, matérialisé pour le 3e film.

Le Magicobus (Knight Bus en anglais, soit le « Bus Chevalier ») est un bus violet à double impériale particulier. Il est, en effet, composé de trois niveaux (rez-de-chaussée, premier étage et deuxième étage). Il roule à grande vitesse en multipliant accélérations brutales, embardées et freinages violents (provoquant la chute de nombreux passagers), et les obstacles sur la route s'écartent pour le laisser passer. Le jour, les places proposées aux clients sont des chaises et fauteuils dépareillés et disposés autour des fenêtres ; la nuit, il est équipé de lits. Il semble être muni d'une « technologie » proche de celle des Portoloins. En effet, à chaque « bang » sonore, le paysage observable depuis l'intérieur du véhicule change. Pour l'appeler, il suffit de se poster sur un trottoir et d'agiter sa baguette.
Créé en 1865 par le ministre de la Magie de l'époque, Dugal McPhail, son utilisation copie les services de bus moldus qui viennent d'apparaître. L'invention fut accueillie chaleureusement par les sorciers sauf certains Sang-Purs qui le considérait comme un « scandale molduesque ».
Lorsque Harry l'emprunte à l'été 1993, il est conduit par Ernie Danlmur, un sorcier âgé portant des lunettes très épaisses et le rôle de contrôleur est assuré par Stan Rocade. Quelques mois plus tard, Hagrid l'utilise pour aller assister avec Buck à leur audition devant la Commission d'Examen des Créatures dangereuses.
Dans Harry Potter et l'Ordre du Phénix, Harry, Ron, Hermione, Ginny, Fred et George l'utilisent pour retourner à Poudlard après les vacances de Noël, accompagnés de Remus Lupin et Nymphadora Tonks.
Le terme de « Magicobus » a été repris par le ministère français de la Justice lors de la publication de son « Décret Magicobus » en date du 3 juillet 2024, portant modifications de la procédure civile.

### Voiture volante

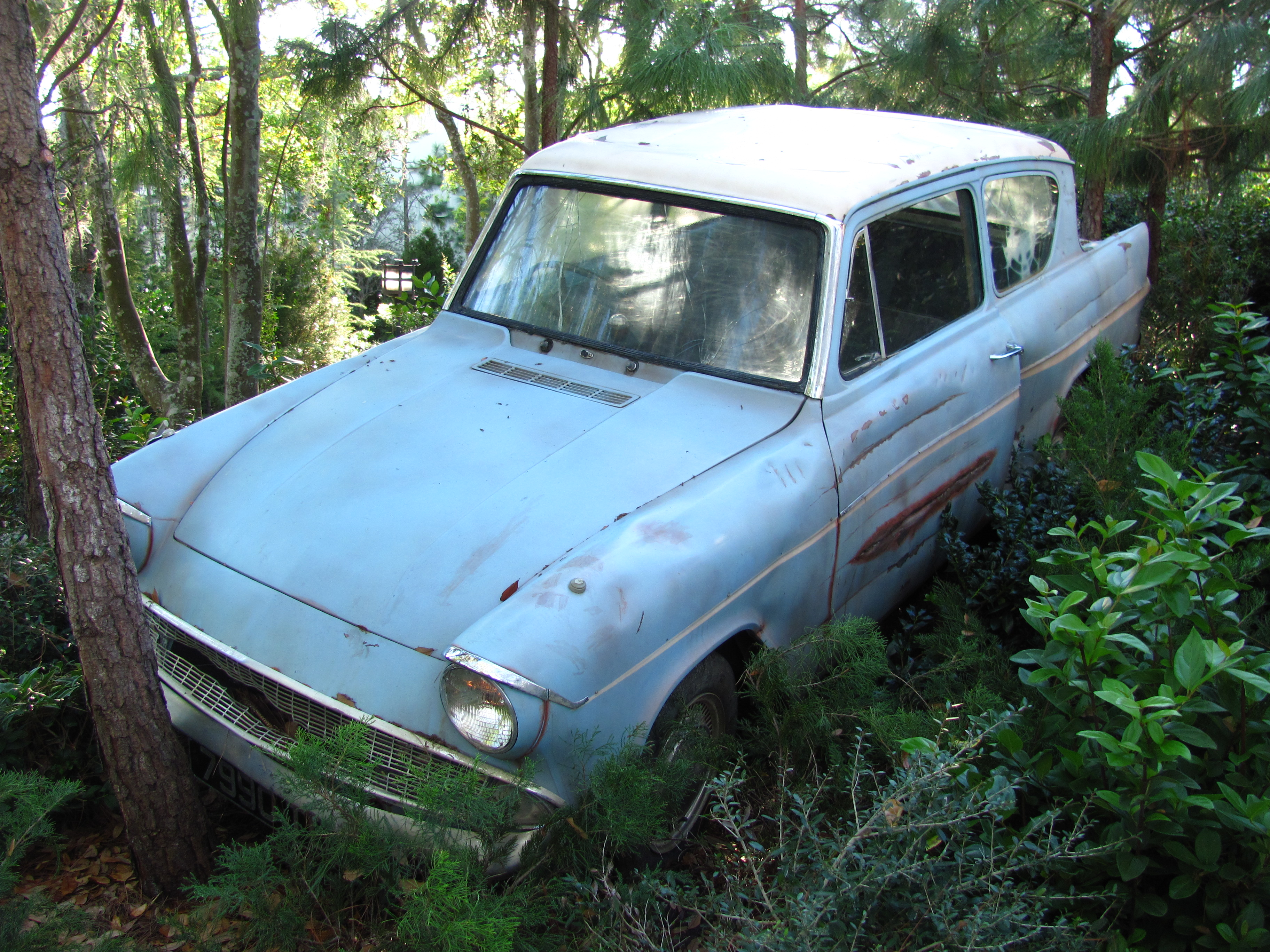
La Ford Anglia utilisée dans le film Harry Potter et la Chambre des secrets.

Il existe une seule voiture volante répertoriée : la Ford Anglia bleu ciel d'Arthur Weasley. En effet, détourner un objet moldu en lui ajoutant des propriétés magiques est une pratique interdite par le Ministère de la Magie, ce que sait M. Weasley puisqu'il y travaille (au sein même du service des Détournements de l'Artisanat Moldu). Il a augmenté l'espace intérieur de la voiture avec la magie, pour que le coffre puisse contenir un plus grand nombre de bagages et les sièges pour plus de personnes. Elle peut également devenir invisible.
Pendant l'été 1992, Ron et ses frères Fred et George empruntent la voiture volante de leur père pour venir délivrer Harry de la maison des Dursley. Quelques semaines plus tard, Ron et Harry l'utilisent une nouvelle fois pour se rendre à Poudlard après avoir été empêchés de traverser la barrière pour accéder au quai 9¾. Pendant le voyage, le système d'invisibilité tombe en panne et ils sont vus par six ou sept moldus. À leur arrivée, la voiture tombe sur le Saule cogneur et abandonne ses jeunes conducteurs avant de se rendre dans la forêt interdite pour y vivre à l'état sauvage. Durant l'année scolaire, elle sauve Harry, Ron et Crockdur des acromentulas.
Ce modèle de voiture a été choisi par J. K. Rowling en clin d'œil à son ami de jeunesse, Sean Harris : « Il avait une vieille Ford Anglia en mauvais état, turquoise et blanche, qui est maintenant célèbre parce que c’est la voiture des Weasley. Je voulais absolument que les Weasley conduisent cette voiture. Pour nous, c’était la liberté ».

### Moto volante
Il s'agit d'un objet moldu détourné. Cette moto volante a été donnée par Sirius Black à Hagrid le soir de la mort de James et Lily Potter, et celui-ci s'en sert pour apporter Harry jusque chez les Dursley, où il laissera l'enfant avec une lettre à leur attention,.
À l'été 1997, Arthur Weasley effectue des modifications sur la moto — dont l'ajout d'un side-car et de diverses améliorations de défense — pour que Hagrid et Harry puissent l'utiliser pendant la bataille des sept Potter. Elle est finalement détruite pendant la bataille et les pièces sont récupérées par Mr. Weasley. Lors d'un entretien en 2007, J. K. Rowling révèle qu'Arthur Weasley a réparé la moto avant de la rendre à Harry.

### Tapis volants
C'est un moyen de transport qui a été interdit par le Ministère de la Magie car considéré comme un artefact moldu mais reste très apprécié en Orient, notamment en Inde, au Pakistan, au Bangladesh, en Iran et en Mongolie. Ali Bashir tente d'en faire entrer illégalement en Grande-Bretagne en 1994 malgré les avertissements d'Arthur Weasley.
Le grand-père de Barty Croupton en possédait un de la marque Axminster, pouvant transporter 12 personnes.

### Portoloin
Un portoloin (portkey en anglais) est un objet ensorcelé d'apparence quelconque — pour ne pas attirer l'attention des Moldus — pouvant transporter une ou plusieurs personnes à un endroit et une heure fixés d'avance. Il émet une vive lumière bleue juste avant d'être opérationnel. La formule pour en créer un est Portus.
Lors de la coupe du monde de quidditch dans le quatrième tome, le ministère de la Magie met en place 200 portoloins dans toute la Grande-Bretagne pour acheminer les spectateurs. Mr Weasley, ses enfants, Harry et Hermione ainsi que Amos et Cedric Diggory en utilisent un sur la colline de Têtafouine. Le Trophée des Trois Sorciers est lui aussi ensorcelé par le « faux » Maugrey pour amener Harry Potter dans le cimetière de Little Hangleton auprès de Voldemort.
Dans le cinquième tome, Albus Dumbledore transforme une vieille bouilloire en portoloin pour envoyer Harry et les enfants Weasley au 12, square Grimmaurd après l'attaque sur Arthur Weasley au ministère. Après la bataille du Département des Mystères, Dumbledore crée un portoloin à partir de la tête de la statue du sorcier situé dans l'atrium.
En 2017, Warner Bros. Interactive Entertainment choisit de donner ce nom à son label de jeux vidéo adaptés de l'univers de Harry Potter : « Portkey Games ».

### Poudre de cheminette
La poudre de cheminette (floo powder en anglais) est utilisée pour voyager entre les cheminées de sorciers connectées au réseau agréé par le ministère de la Magie. La poudre étincelante doit être jetée par l’utilisateur dans un feu ardent. Au contact de la poudre, le feu prend une couleur verte. Il suffit alors d’entrer dans les flammes, devenues inoffensives, et de prononcer de manière claire et forte la destination désirée (qui doit être répertoriée dans la liste des cheminées de sorciers autorisées). Le voyageur est alors emporté vers sa destination dans une sorte de tourbillon vertigineux. Dans le film Harry Potter et la Chambre des Secrets, l'utilisation de cette poudre diffère un peu : l'utilisateur prend une poignée de poudre, entre dans la cheminée éteinte, lance la poudre à ses pieds en prononçant la destination voulue et à ce moment-là des flammes vertes « aspirent » l'usager.
La poudre de cheminette fut inventée au XIIIe siècle par Ignatia Wildsmith. Au XXe siècle, une seule entreprise, nommée Floo-Pow, située sur le chemin de Traverse est autorisée à en produire. Elle est vendue 2 Mornilles la cuillerée.
Le Service de régulation des déplacements par cheminée (une division du Département des transports magiques) maintient et dirige le réseau des cheminées (ou réseau de cheminettes) pour le maintenir connecté et en bon ordre. Il est interdit par la loi qu'une cheminée moldue soit connectée au réseau de la poudre de cheminette.
Harry l'utilise pour la première fois lors de l'été précédant sa deuxième année, pour rejoindre le chemin de Traverse depuis le Terrier mais articule mal sa destination et se retrouve chez Barjow et Beurk sur l'allée des embrumes. Deux ans plus tard, dans le quatrième tome, Mr. Weasley, Ron, Fred et George Weasley connectent provisoirement la cheminée des Dursley au réseau mais se retrouvent bloqués car les Dursley ont condamné leur cheminée. Mr. Weasley doit alors détruire la cheminée pour les libérer.
Le réseau de cheminette peut également être utilisé comme moyen de communication en n'y penchant que la tête, permettant ainsi de rester sur place tout en discutant avec la personne située devant l'autre cheminée. Cette technique est utilisée par Amos Diggory pour avertir Mr Weasley de l'attaque de Alastor Maugrey le 1er septembre 1994. Lors de sa cinquième année, le réseau de cheminées de Poudlard est mise sous surveillance par Dolores Ombrage, la nouvelle Grande Inquisitrice excepté la cheminée de son bureau. Au cours de l'année, Harry l'utilise quand même deux fois : une première pour contacter Sirius pour lui poser des questions sur James Potter et la seconde fois pour vérifier si ce dernier est toujours en sécurité au 12, square Grimmaurd,.

### Armoire à disparaître
L'armoire à disparaître (Vanishing Cabinets en anglais) permet de transporter des personnes ou des objets vers d'autres armoires du même type.
Lors de sa mésaventure à Barjow et Beurk, Harry Potter se cache dans une armoire à disparaître pour éviter d'être vu par Drago et Lucius Malefoy — même s'il ne sait, à ce moment-là, pas sa fonction. On découvre un peu plus tard qu'il en existe une deuxième à Poudlard, au premier étage dans une salle juste au-dessus du bureau de Rusard. Peeves la cassa dans le deuxième tome pour faire diversion alors que Rusard voulait mettre une retenue à Harry pour avoir mis de la boue dans les couloirs.
Pendant l'année 1995-1996, les jumeaux Weasley y enferment Montague qui essayait de leur enlever des points. Il racontera plus tard à Drago Malefoy que pendant qu'il était coincé, il entendait alternativement ce qui se passait à Poudlard et ce qui se passait chez Barjow et Beurk. C'est ce qui va donner à ce dernier l'idée de l'utiliser pour faire entrer des mangemorts dans Poudlard.
Dans Harry Potter et le Prince de sang-mêlé, Drago Malefoy passe une partie de l'année à réparer l'armoire qui se trouve alors dans la Salle sur demande et permet donc à plusieurs mangemorts, dont les Carrow et Fenrir Greyback, de s'introduire dans l'école pendant l'absence d'Albus Dumbledore.

### Retourneur de temps

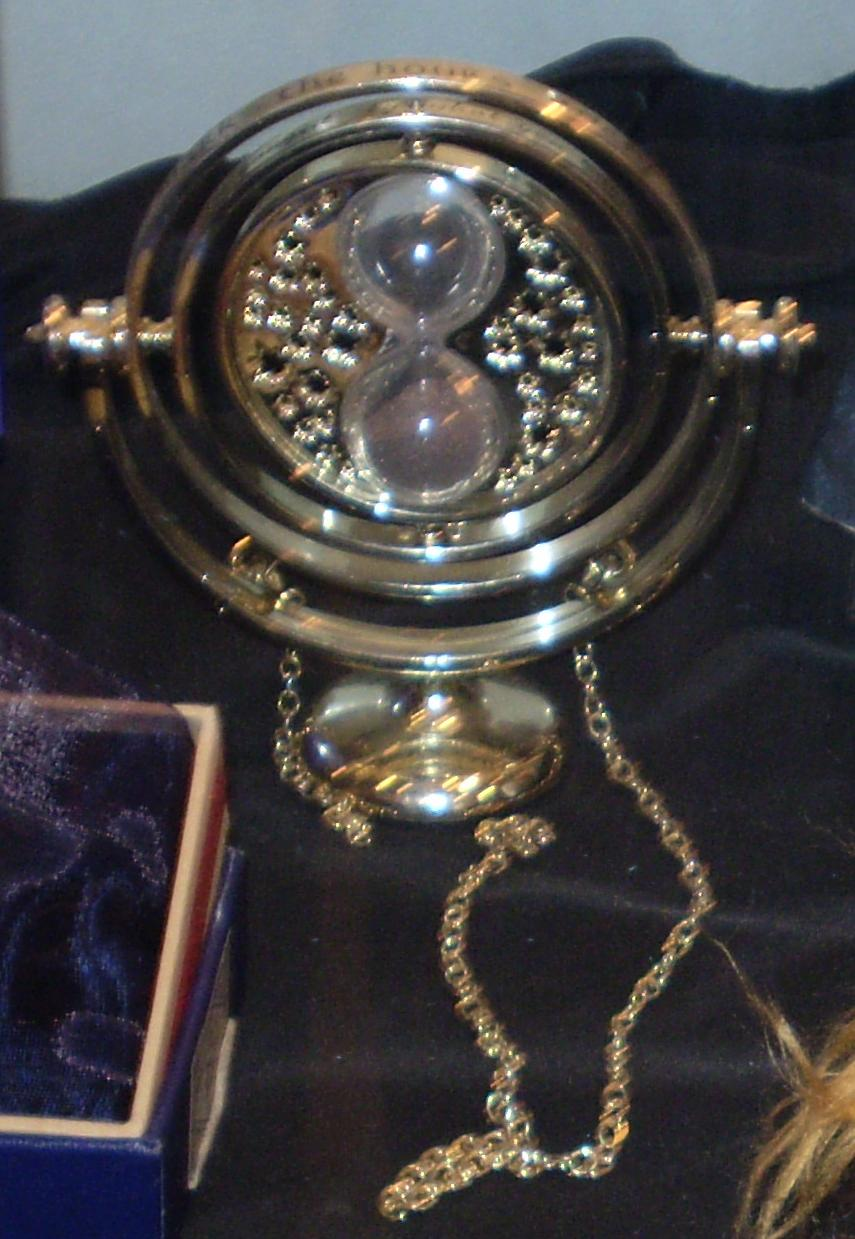
Le retourneur de temps.

Le retourneur de temps (Time-Turner en anglais) est un objet en forme de sablier qui sert à remonter le temps. Pour l'utiliser, il faut tourner le sablier le nombre de fois correspondant aux nombres d'heures que l'on souhaite remonter. Il y a des règles à respecter, comme faire attention à ne jamais se faire voir par soi-même et ne jamais se faire prendre car « il arrive des choses horribles aux sorciers qui ont voulu modifier le passé ».
Dans les romans originaux
Lors de sa troisième année, Hermione prend beaucoup plus d'options que Harry et Ron et se voit prêter un retourneur de temps par le professeur McGonagall, avec l'autorisation du ministère, pour pouvoir assister à tous les cours. Elle l'utilise à la fin de l'année pour retourner dans le temps et sauver, avec l'aide de Harry, Sirius Black du baiser du Détraqueur. Elle rend le retourneur de temps à la fin de l'année après avoir abandonné quelques options.
Tous les retourneurs de temps conservés par le ministère de la Magie sont détruits lors de la bataille du Département des Mystères pendant leur cinquième année.
Dans la pièce de théâtre
Dans Harry Potter et l'Enfant maudit, Albus Potter, le fils de Harry Potter, découvre qu'il reste encore un retourneur de temps conservé au ministère. Il le vole et l'utilise avec ses amis Scorpius Malefoy et Delphi Diggory, afin de changer le cours de l'histoire et sauver Cedric Diggory lors du Tournoi des trois sorciers. Ces six retours dans le temps engendrent tout autant de nouveaux futurs.

## Moyens de communication

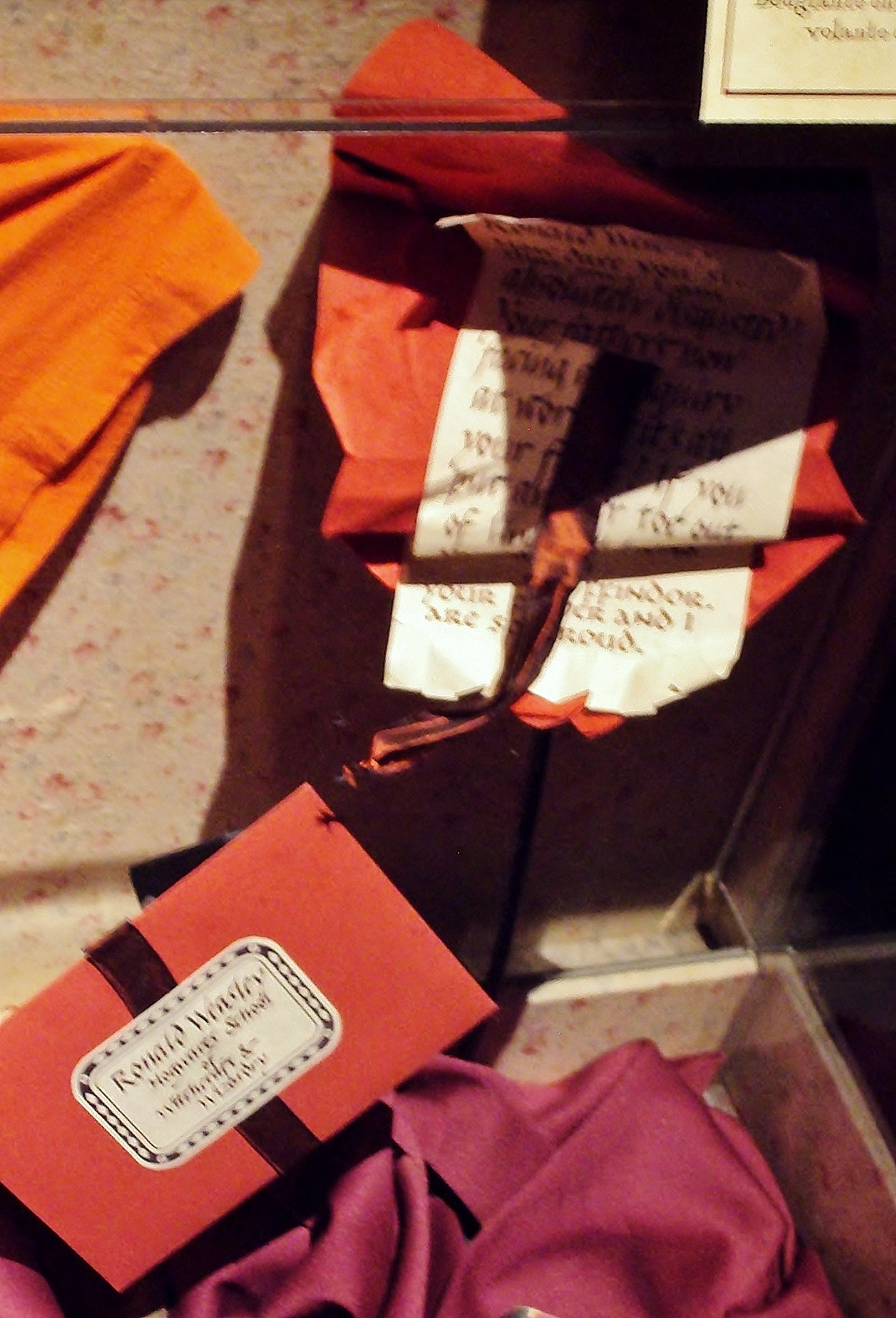
Une beuglante dans l'univers d'Harry Potter.

### Beuglante
Une beuglante (Howler en anglais) est une lettre rouge envoyée pour signifier sa colère. Quand elle est ouverte, la voix de l'expéditeur, dont le volume est intensifié par la magie, hurle son contenu sur le destinataire avant de s'auto-détruire. Si la lettre n'est pas ouverte après avoir été reçue, elle explose violemment et le message est lu tout de même à un volume encore plus fort.
Dans le tome 2, Ron Weasley reçoit cette beuglante de sa mère le jour où il emprunte la Ford Anglia de son père pour se rendre à Poudlard avec Harry. Il se rue hors de la Grande Salle pour éviter que tout le monde l'entende mais la voix de Mrs. Weasley, amplifiée par la magie, est entendue par tous.
L'année suivante, Neville Londubat en reçoit une également de sa grand-mère après que sa liste de mots de passe ait permis à Sirius Black d'entrer dans le dortoir des Gryffondor. Dans le tome 4, Percy Weasley précise que le ministère a reçu une grande quantité de beuglantes à la suite de l'incident de la coupe du monde de quidditch. Hermione en reçoit une grande quantité après les articles de Rita Skeeter sur le supposé triangle amoureux entre elle, Harry et Viktor Krum.
Albus Dumbledore envoie une beuglante à la tante Pétunia dans le tome 5 pour l'empêcher de jeter Harry hors de chez elle.
Dans les films Harry Potter, la beuglante se plie elle-même, tel un origami, pour représenter une paire de lèvres. Après avoir lu son message, elle se déchire en petit morceaux de papiers.

### Faux gallions
Les faux gallions sont des gallions d'or qu'Hermione ensorcelle dans Harry Potter et l'Ordre du Phénix. Usant d'un sortilège de Protéiforme, elle permet à Harry, en changeant les chiffres de son gallion pour mettre la date de la prochaine réunion de l'Armée de Dumbledore d'avertir tous les autres membres. Lorsqu'un changement est fait, la pièce se met à chauffer pour prévenir son porteur.
Drago Malefoy s'en sert aussi dans Harry Potter et le prince de sang-mêlé pour communiquer avec l'aubergiste, madame Rosmerta, soumise à un sortilège d'Imperium.

### Miroir à double sens
Le miroir à double sens (two-way mirror en anglais), fonctionne en duo. Il permet de dialoguer avec une autre personne possédant un miroir semblable.
Sirius Black et James Potter utilisaient ces miroirs pour discuter quand ils étaient retenus à des endroits différents du château de Poudlard, lors de leurs études. Sirius en donne un exemplaire à son filleul Harry afin de pouvoir communiquer avec lui mais celui décide de ne pas l'utiliser pour ne pas inciter son parrain à quitter le 12, square Grimmaurd. Harry essaie de s'en servir après la mort de Sirius, sans succès.
Abelforth Dumbledore, le frère d'Albus Dumbledore, s'en sert pour garder un œil sur Harry dans le dernier tome. Abelforth l'obtient de Mondingus qui le lui vend après l'avoir volé au QG de l'Ordre du Phénix. N'ayant plus qu'un petit morceau du miroir cassé, Harry l'utilise pour demander de l'aide alors qu'ils sont enfermés dans la cave du manoir des Malefoy. Aussitôt, Dobby arrive pour les libérer.

### Autres
Notes de service
Notes qui voyagent de service en service sous forme d'avions de papier de couleur violette dans le ministère de la Magie.
Plumes d'or du phénix de Dumbledore
Lorsque Dumbledore envoie Fumseck pour une quelconque mission de surveillance, le phénix lui annonce qu'il y a un éventuel danger en lui envoyant une de ses plumes qui apparaît au pied de son maître. Dans le tome 5, Fumseck utilise ce procédé pour annoncer à Dumbledore que Dolores Ombrage s'est rendu compte que Harry et Ron n'étaient plus dans leur dortoir.
Tableaux
Un personnage d'un tableau peut « passer » dans un autre tableau où il a été peint. Ainsi, un mage célèbre ayant des portraits un peu partout peut être un moyen rapide et simple de faire passer un message.

## Objets de stockage

### Pensine

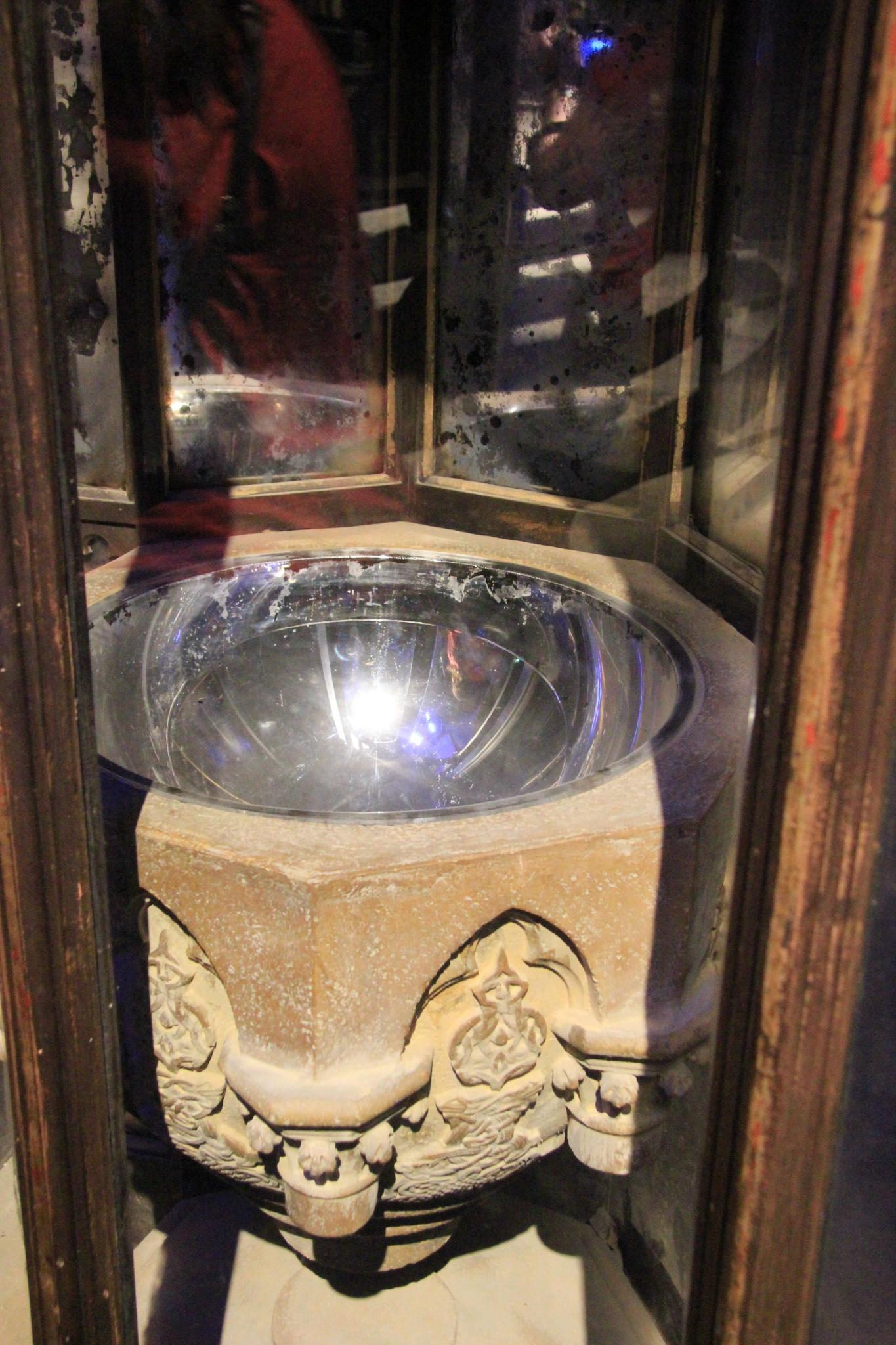
La pensine.

La pensine (Pensieve en anglais) est un réceptacle permettant d'entreposer ses souvenirs et de les consulter ultérieurement. Il s'en trouve une dans le bureau d'Albus Dumbledore. Les pensées sont une substance de couleur argentée, mouvante, à la fois liquide et gazeuse, contenue dans une bassine de pierre dont les bords sont ornés de runes.
Pour entreposer un souvenir dans la pensine, un sorcier doit d'abord l'extraire de sa mémoire en plaçant l'extrémité de sa baguette magique sur sa tempe puis en l'écartant : des filaments argentés semblables à la substance de la pensine sont alors accrochés au bout de la baguette magique ; il faut ensuite incorporer ces filaments (qui sont en fait le souvenir lui-même) dans la pensine. Pour consulter ce souvenir, il suffit de faire entrer son visage en contact avec la substance de la pensine : on se retrouve ainsi entraîné dans le souvenir, comme si on le vivait véritablement, à ceci près que les personnes présentes dans la scène ne remarquent pas la présence de ce visiteur. On assiste donc au souvenir comme si l'on regardait un film, sauf que l'on est à l'intérieur du film, tout en restant un spectateur invisible pour les personnages.
Au cours de la saga, Harry assiste de cette façon à de multiples souvenirs, provenant de la mémoire de divers personnages. Dans le tome 4, Harry plonge dans la pensine de Albus Dumbledore et assiste au procès d'Igor Karkaroff, à celui de Ludo Verpey ainsi qu'au procès où sont condamnées les quatre personnes accusées d'avoir avoir infligé le sortilège Doloris à Alice et Frank Londubat — Barty Croupton Jr., Bellatrix, Rodolphus et Rabastan Lestrange. Juste après, Dumbledore lui montre un souvenir concernant Severus Rogue parlant de la Marque des Ténèbres et un de Bertha Jorkins durant sa jeunesse.
Avant chaque cours d'occlumencie que Rogue donne à Harry dans Harry Potter et l'Ordre du Phénix, celui-ci retire certains de ses souvenirs pour les mettre dans sa pensine. Lors d'un cours, Harry jette un œil — sans y être invité — dans celle-ci et découvre le pire souvenir de Rogue, celui du jour où son amitié avec Lily Evans pris fin. Après la bataille du Département des Mystères, il découvre la prophétie grâce aux souvenirs de Dumbledore.
Dans le tome 6, la pensine de Dumbledore est régulièrement utilisée par ce dernier et Harry Potter dans le but de voir des souvenirs qui pourraient leur permettre de mieux comprendre Lord Voldemort. On y découvre l'identité de la mère de Voldemort ainsi que son enfance dans un orphelinat. C'est également grâce à un souvenir de Horace Slughorn vu dans cette pensine que Dumbledore et Harry découvrent le secret des Horcruxes.
Lors de la bataille de Poudlard dans le tome 7, Harry Potter utilise une dernière fois la pensine pour voir les souvenirs confiés par Rogue lors de son décès. Il y apprend alors la vérité sur celui-ci et sur son propre destin.

## Reliques de la Mort
Les reliques de la Mort sont trois objets fictifs apparaissant dans le dernier roman, Harry Potter et les Reliques de la Mort. Selon la légende rapportée par le Conte des trois frères, il s'agirait d'objets exceptionnels que la Mort aurait offert à trois sorciers illustres, les trois frères Peverell, en hommage à leurs talents. Les trois reliques de la Mort sont la baguette de sureau, la pierre de résurrection et la cape d'invisibilité.

## Portraits

### Personnes dans les tableaux

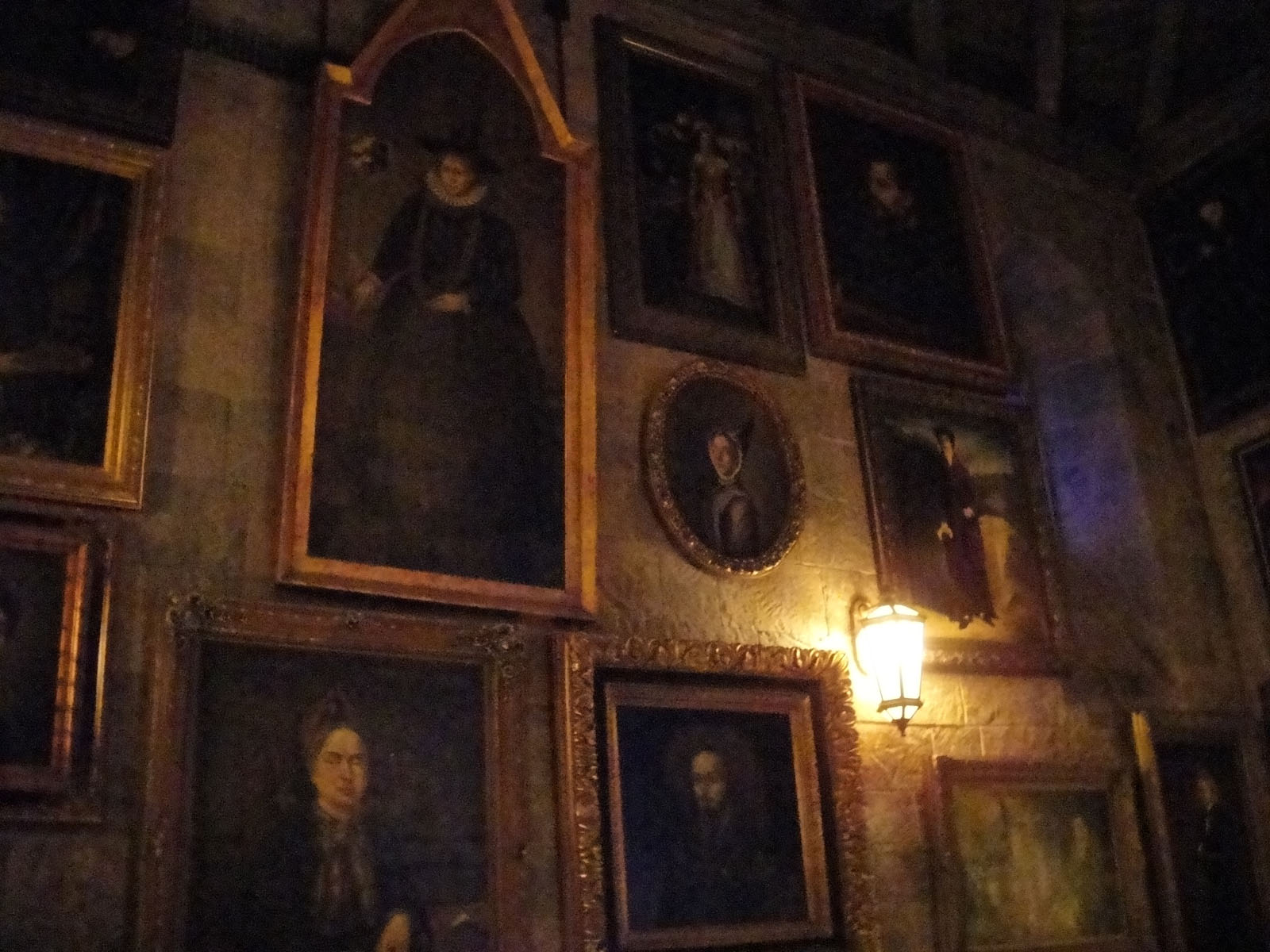
Portraits bavards, exposés au Wizarding World of Harry Potter.

Tous les sujets de tous les tableaux peints dans le monde des sorciers sont capables de bouger, de parler, et de connaître des événements ultérieurs à leur mort. Le sujet d'un tableau peut en outre se déplacer dans un autre tableau du même bâtiment ou dans un autre tableau, où qu'il soit, représentant la même personne. Bien que la plupart ne possèdent aucune conscience propre, les portraits des anciens directeurs de Poudlard en sont dotés et peuvent tenir de véritables conversations. En effet, les portraits sont réalisés lorsque la personne est encore en vie et elle peut donc apprendre au portrait à se comporter comme elle.
Plusieurs tableaux apparaissent dans les romans :
- La Grosse Dame est le tableau qui garde l'entrée du dortoir des Gryffondor[3]. On la voit régulièrement pompette[104]. Elle s'enfuit après avoir été attaquée par Sirius Black dans le troisième tome[105].
- Le tableau de Phineas Nigellus Black sert à Albus Dumbledore pour alerter les habitants du 12, square Grimmaurd que Arthur Weasley a été attaqué de par sa faculté de se déplacer dans tous les tableaux le représentant[74]. Il connaît également Sirius Black — bien que celui-ci soit son arrière-arrière-petit-fils[106] — et nombre de détails concernant la famille Black actuelle[99].
- Le tableau de Dilys Derwent, une ancienne directrice de Poudlard, part vérifier l'arrivée d'Arthur Weasley à Ste Mangouste après son attaque[74].
- Le tableau de Walburga Black hurle et se met à insulter tous les gens présents dès qu'un bruit la réveille. Il est aussi très attaché au statut du Sang comme la véritable Walburga[107].
- Le Chevalier du Catogan sert de remplaçant à la Grosse Dame après son attaque et passe son temps à provoquer les élèves en duel. Il est finalement renvoyé de sa place de gardien de la tour de Gryffondor après avoir laissé entrer Sirius Black dans celle-ci car il possédait les mots de passe[60].
- C'est le tableau d'une coupe de fruits qui garde l'entrée des cuisines de Poudlard. Pour entrer, il suffit de chatouiller la poire[108].

### Grosse Dame
La Grosse Dame (Fat Lady en anglais) est une grosse dame portant une robe de soie rose habitant un tableau magique qui garde l'entrée de la tour de Gryffondor dans l'école de sorcellerie de Poudlard. La Grosse Dame est accrochée devant l'entrée de la tour des Gryffondor depuis des années, au moins depuis l'époque où Molly et Arthur Weasley étaient élèves à Poudlard.
La Grosse Dame est facilement irritable. Elle est amie avec Violette, dont le portrait est pendu dans l'antichambre adjacente à la Grande Salle. Pour entrer, il faut lui donner un mot de passe, qui change régulièrement, le tableau pivotant sur lui-même et laissant passer le demandeur. Après s'être fait agresser par Sirius Black dans le tome 3, elle quitte son poste pour se réfugier dans une carte de géographie et se fait remplacer par le chevalier du Catogan. Elle y revient un peu plus tard.

### Photographies

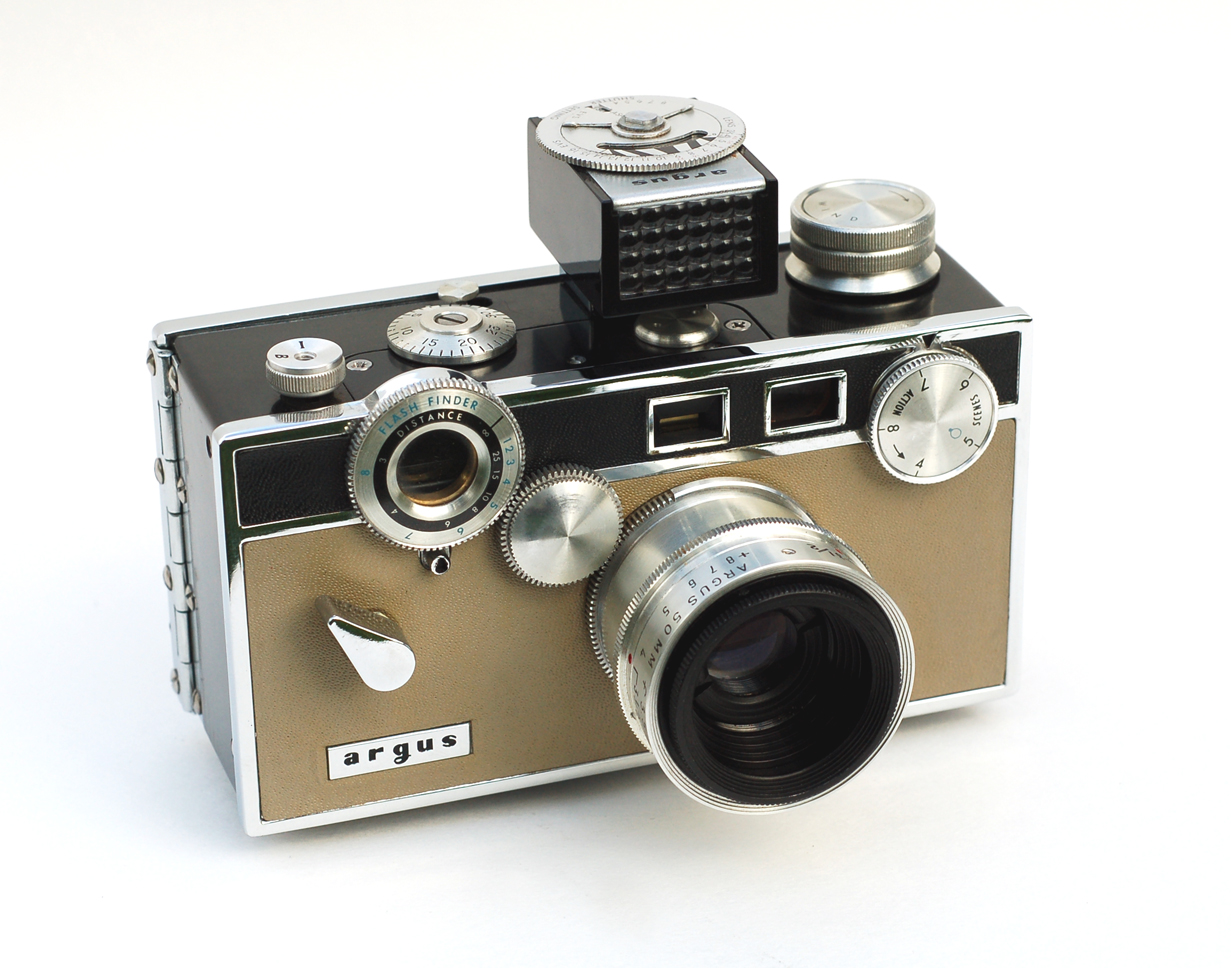
Appareil utilisé dans le film La Chambre des secrets

Les sorciers possèdent également des appareils photos. Lorsqu'on plonge la photo dans la potion adéquate, les personnages représentés sur la photo peuvent bouger. On peut également ensorceler une photo moldue pour permettre de faire bouger les personnages présents sur la photo.

## Autres

### Baguettes magiques
La baguette magique est l'accessoire de la vie quotidienne d'un sorcier, utilisé comme outil ou comme arme.

### Bézoard
Le bézoard dans Harry Potter (Bezoar en anglais) est une « pierre qu'on trouve dans l'estomac des chèvres et qui constitue un antidote à la plupart des poisons », ce que Rogue enseigne à Harry en première année. Elle est utilisée par ce dernier dans Harry Potter et le Prince de sang-mêlé afin de guérir Ron à la suite de son ingestion d'hydromel empoisonné.

### Carte du maraudeur

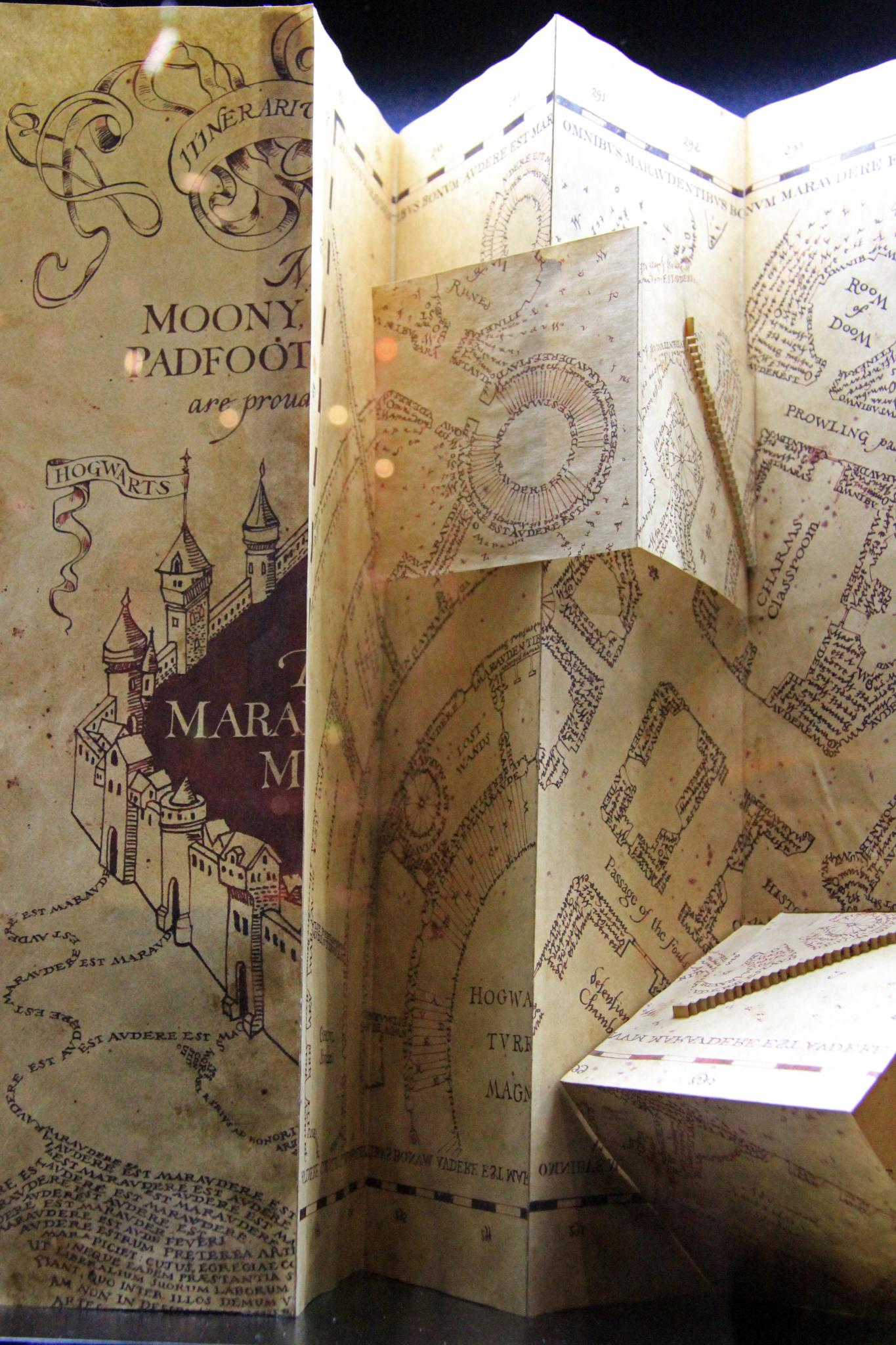

La carte du maraudeur (Marauder's Map en anglais) est une carte magique de Poudlard, créée par les maraudeurs (Sirius Black alias Patmol, James Potter alias Cornedrue, Remus Lupin alias Lunard et Peter Pettigrow alias Queudver). Elle indique où se trouvent les occupants de l'école, ainsi que les passages secrets et les tunnels vers Pré-au-Lard. Cette particularité est liée à un sortilège d'Homonoculus. Elle se révèle sur un parchemin auparavant vide par la formule « je jure solennellement que mes intentions sont mauvaises » (I solemnly swear that I am up to no good), et cesse d'être lisible à la prononciation de « méfait accompli » (Mischief Managed). Elle est également enchantée de sorte à aider les sorciers désirant découvrir son secret à trouver la phrase pour l'activer.
Elle est confisquée par Rusard lors de la dernière années des maraudeurs et ces derniers n'arrivent pas à la récupérer face à un Rusard devenu extrêmement méfiant et finissent par oublier son existence après avoir quitté l'école. C'est Fred et George Weasley qui la redécouvrent durant leur première année à Poudlard et la volent dans le tiroir des Objets dangereux dans le bureau de Rusard et découvrent par hasard sa vraie fonction, grâce à l'aide de la carte elle-même.
Lors de leur cinquième année, ils offrent la carte à Harry Potter considérant qu'il n'en ont plus besoin connaissant maintenant le château et ses passages secrets. Après avoir été surpris à Pré-au-Lard alors qu'il lui est interdit d'y aller, la carte est confisquée par Lupin pour éviter qu'elle ne tombe dans de mauvaises mains. Celui-ci utilise la carte pour rejoindre la Cabane hurlante et assister aux révélations de Sirius Black. C'est à cette occasion qu'il avoue à Harry le nom des auteurs de la carte. Il la rend finalement à Harry à la fin de l'année.
Elle est utilisée également dans Harry Potter et la Coupe de feu, où Barty Croupton Jr. ayant pris l'apparence d'Alastor Maugrey, l'emprunte à Harry pour éviter d'être découvert, apparaissant sur la carte sous son vrai nom. Il l'utilise le soir de la fuite de son père pour le retrouver dans le parc et le tuer. Harry la récupère finalement par ses propres moyens après la découverte de l'imposture de Croupton.
Harry l'utilise dans Harry Potter et l'Ordre du Phénix pour vérifier que les couloirs sont libres avant de laisser sortir les membres de l’Armée de Dumbledore en toute sécurité. Dans Harry Potter et le Prince de sang-mêlé, il s'en sert pour surveiller Drago Malefoy. Pendant la chasse aux horcruxes, il la cache dans la bourse en peau de Moke offert par Rubeus Hagrid pour son anniversaire et la sort uniquement pour observer le point représentant Ginny Weasley.
Un jour, James Sirius Potter volera la carte dans le bureau de son père.

### Cartes de Chocogrenouille
Les cartes de Chocogrenouille (Chocolate Frog cards en anglais) sont des cartes à collectionner se trouvant dans les boîtes de Chocogrenouille. Les cartes reproduisent les visages de sorciers et sorcières célèbres. En tout, il en existe plus de cinq cents différentes.
Les cartes nommées par Harry Potter et Ron Weasley incluent notamment Cornélius Agrippa, Circé, Cliodna, Albus Dumbledore, Alberic Grunnion, Merlin, Morgane, Paracelse, Ptolémée et Hengis de Woodcroft.

#### Collection commercialisée issue des films
Depuis 2010, les parcs d'attractions Universal et le Studio Tour Harry Potter commercialisent des grenouilles en chocolat à l'intérieur de boîtes pentagonales violettes et dorées, identiques à celles visibles dans les films,. Ces boites contiennent également chacune une carte holographique pentagonale représentant un sorcier ou une sorcière célèbre en photo-réalisme.
De 2010 à 2017, cinq cartes uniquement sont commercialisées : celle de Dumbledore (représenté par son interprète principal Michael Gambon) et une de chaque cofondateur ou cofondatrice de Poudlard. Depuis 2017, la collection de cartes s'agrandit, avec notamment la vente des cartes de Gilderoy Lockhart (représenté par Kenneth Branagh), de Bertie Crochue, de Garrick Ollivander (représenté par John Hurt), d'Artemisia Lufkin (première femme ministre de la Magie), ou de Merlin. Une ou plusieurs nouvelles cartes sont produites environ tous les six mois. En 2020, la collection compte une quinzaine de cartes officielles.

### Miroir du riséd

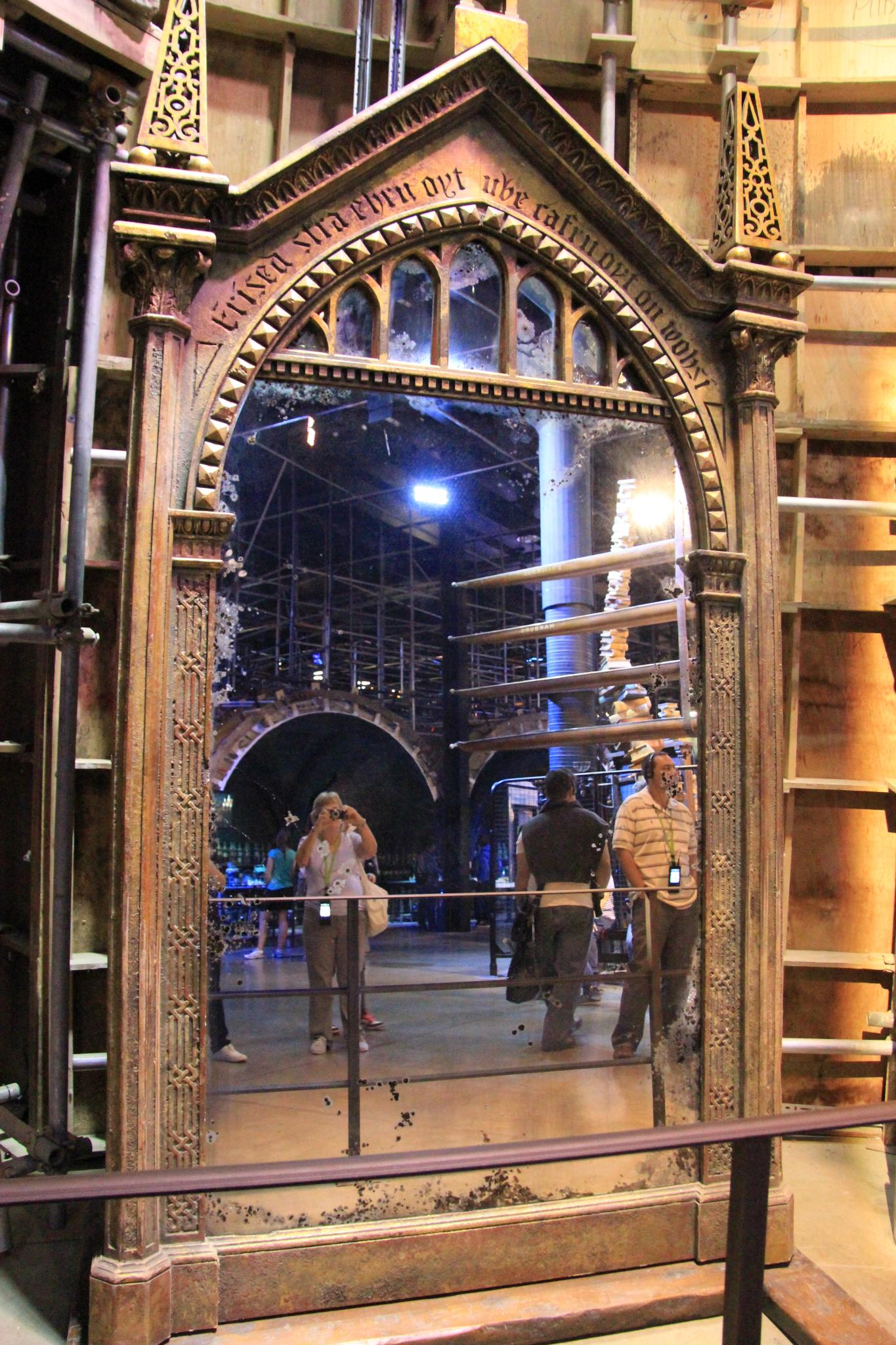

Le miroir du riséd (Mirror of Erised en anglais) est un miroir magique qui permet de voir les souhaits les plus profonds. Le miroir du riséd est très grand (jusqu'au plafond), avec un cadre d'or sculpté et posé sur deux pieds pourvus de griffes et tire son nom de l'inscription gravée dessus dit : « Riséd Elrue Ocnot Edsi Amega Siv Notsap Ert Nomen Ej ». L'inscription se lit  à l'envers : « Je ne montre pas ton visage mais de ton cœur le désir ». Son nom est un anacyclique : désir / riséd.
J. K. Rowling précise sur le site Pottermore que le miroir est un artefact magique créé à l'origine dans un esprit d'amusement (innocent ou malveillant). Celui-ci reposait dans la Salle sur demande depuis plus d'un siècle avant que Dumbledore ne l'y trouve et décide de l'utiliser en le transformant légèrement dans le but de protéger la pierre philosophale. Le miroir aurait servi de test final pour juger de la pureté du cœur de la personne qui l'utilise.
Lorsque Harry regarde dans le miroir, il s'y aperçoit entouré de sa famille. Ron, le sixième né d'une famille de sept enfants, s'y voit plus âgé, seul, brandissant la coupe de quidditch en tant que capitaine de l'équipe, et arborant l'insigne de préfet-en-chef. Dumbledore, lui, prétend y voir une bonne paire de chaussettes. J. K. Rowling a indiqué qu'en réalité, il y voit toute sa famille réunie et heureuse (notamment sa sœur Ariana, dont il se sent responsable du décès).
Harry découvre le miroir dans une salle vide de l'école alors qu'il tente d'échapper à Argus Rusard après avoir quitté son lit en pleine nuit et voit toute sa famille réunie. La nuit suivante, il y emmène Ron pour lui montrer sa famille mais celui-ci voit tout à fait autre chose. Le troisième soir, il découvre Dumbledore qui lui explique ce à quoi sert le miroir — montrer à la personne son désir le plus secret —, lui annonce qu'il va le déplacer et que Harry ne doit pas chercher à le retrouver.
On connaît quelques désirs apparaissant dans le miroir :
- Albus Dumbledore : lui-même avec sa mère Kendra, son frère Alberforth, sa sœur Ariana et son père Perceval[68].
- Hermione Granger : Voldemort vaincu, Ron à ses côtés[134].
- Harry Potter :
  - lui-même accompagné de toute sa famille[132].
  - lui-même récupérant la pierre philosophale pour la protéger[23].
- Quirinus Quirrell : lui-même tendant la pierre philosophale à Lord Voldemort[23].
- Voldemort : lui-même tout-puissant et immortel[115].
- Ron Weasley : lui-même plus âgé, devenu capitaine de l'équipe de Quidditch de Gryffondor et Préfet-en-chef[132].

Dans Harry Potter à l'école des sorciers, le miroir est l'une des protections aménagées par les professeurs pour protéger la pierre philosophale dont lord Voldemort cherche à s'emparer pour retrouver forme humaine. Le serviteur de ce dernier (le professeur Quirrell) va réussir à franchir tous les obstacles, mais va se retrouver coincé devant le miroir, ne se voyant qu'offrir la pierre à son maître, sans comprendre comment la récupérer. Dès que Harry va se trouver face au miroir, la pierre va lui tomber dans la poche, puisque son désir est de retrouver la pierre sans chercher à s'en servir.
Après cet événement, Dumbledore cache le miroir dans la Salle sur demande

### Le Monstrueux livre des Monstres

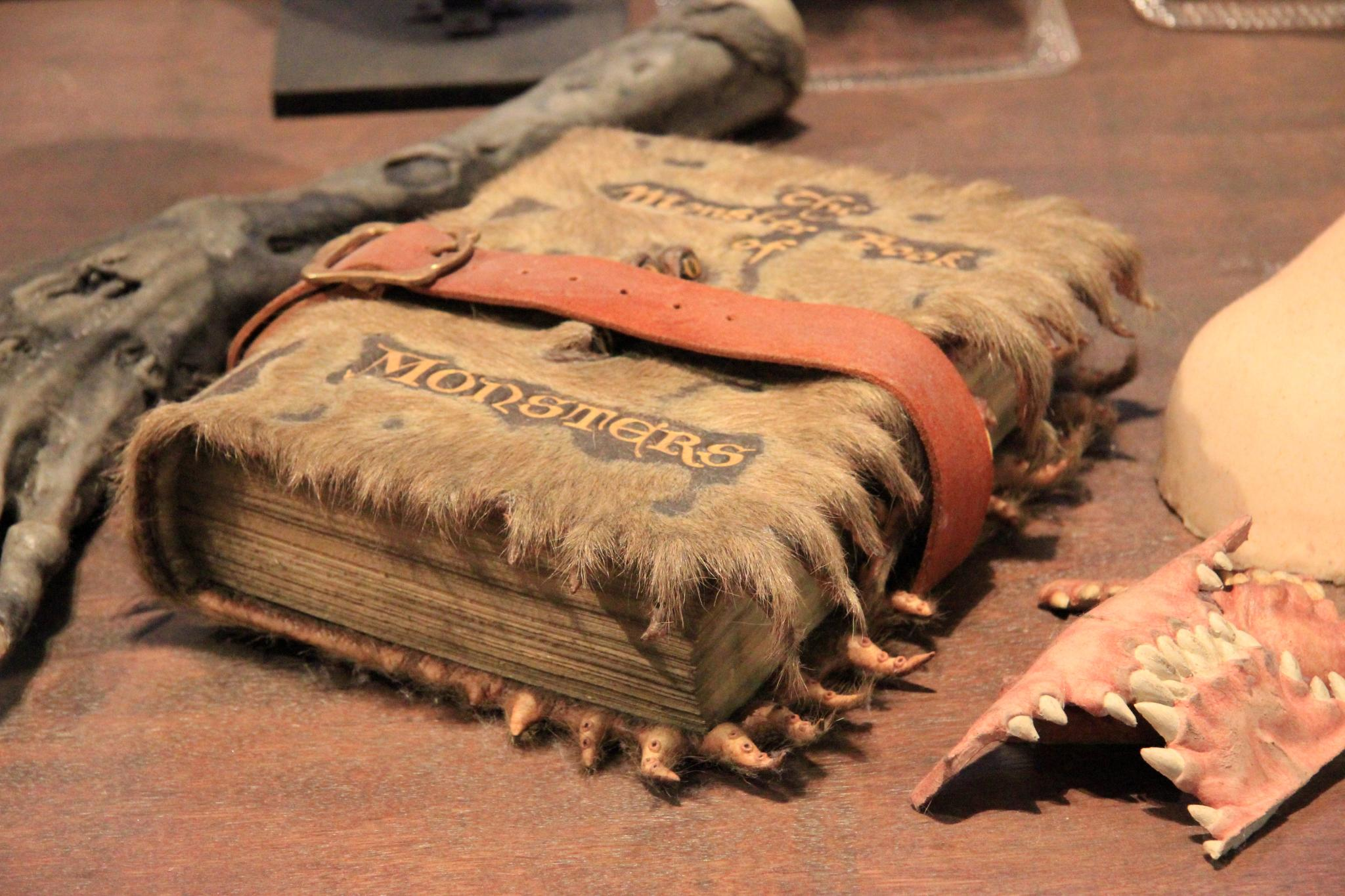
Le Monstrueux livre des Monstres (The Making of Harry Potter).

Rubeus Hagrid demande aux élèves de troisième année de se procurer un exemplaire du Monstrueux livre des Monstres (The Monster Book of Monsters en anglais) pour ses cours de Soins aux créatures magiques. Il est très difficile de le manipuler, car le livre est armé de dents et tente de mordre la main de son utilisateur ; la seule manière d'y parvenir est de lui caresser le dos. Les exemplaires sont conservés durant un court temps à la librairie Fleury et Bott, à l'intérieur d'une cage, où ils ont tendance à se battre entre eux. Le libraire est obligé d'utiliser des gants pour pouvoir les donner aux élèves qui en font la demande. Il possède une couverture verte avec le titre écrit en lettres d'or.
Avant leur départ à la recherche des Horcruxes, Hermione fait tomber un exemplaire sur le pied de Ron qui se fait alors mordre à la cheville.

## Source
- Cet article est partiellement ou en totalité issu de l'article intitulé « Univers de Harry Potter » (voir la liste des auteurs).